# جنگ ایران و اسرائیل
جنگ ایران و اسرائیل یا جنگ ۱۲ روزه، درگیری مسلحانه‌ای بود که با انجام مجموعه‌ای از حملات غافلگیرکننده از سوی اسرائیل به ایران در ۲۳ خرداد ۱۴۰۴ آغاز شد. نیروهای اسرائیلی برخی از فرماندهان ارشد نظامی، دانشمندان هسته‌ای و سیاستمداران ایران را ترور کردند و به سامانه‌های پدافند هوایی و برخی تأسیسات هسته‌ای و نظامی ایران آسیب رساندند یا آن‌ها را تخریب کردند. ایران در پاسخ موشک‌هایی را به سوی پایگاه‌های نظامی و شهرهای اسرائیل شلیک کرد. حوثی‌های یمن نیز چندین موشک به سمت اسرائیل پرتاب کردند. ایالات متحده آمریکا علاوه بر دفاع از اسرائیل در برابر موشک‌ها و پهپادهای ایرانی، در روز نهم جنگ با حمله به سه سایت هسته‌ای ایران اقدام تهاجمی انجام داد. حوثی‌ها حملات آمریکا را «اعلان جنگ» تلقی کرده و به‌صورت یک‌جانبه آتش‌بس خود با آمریکا را لغو کردند. سرانجام ایران و اسرائیل با میانجی‌گری آمریکا و قطر با یک آتش‌بس دوجانبه در ۳ تیر ۱۴۰۴ موافقت کردند.
این درگیری به‌عنوان تشدید دشمنی چندین دهه‌ای بین ایران و اسرائیل تلقی می‌شود که شامل یک جنگ نیابتی بوده است. در این مدت، ایران مشروعیت اسرائیل را به چالش کشیده و خواستار نابودی آن شده، در حالی که اسرائیل برنامه هسته‌ای ایران را تهدیدی وجودی می‌دانست. در سال ۱۳۹۴، شش کشور برای لغو تحریم‌های ایران و توقف برنامه هسته‌ای این کشور مذاکره کردند، اما در سال ۱۳۹۷، دونالد ترامپ، رئیس‌جمهور آمریکا، به‌صورت یک‌جانبه از این توافق خارج شد و آن را باطل کرد. پس از آن، ایران شروع به انباشت اورانیوم غنی‌شده کرد و آژانس بین‌المللی انرژی اتمی توانایی نظارت بر تأسیسات هسته‌ای ایران را از دست داد. در جریان بحران خاورمیانه پس از حملات ۷ اکتبر و سپس جنگ غزه، دشمنی به رویارویی مستقیم تبدیل شد. اسرائیل گروه‌های نیابتی ایران مانند حماس و حزب‌الله را تضعیف کرد و برنامه‌ریزی برای اقدام علیه ایران را آغاز کرد. دو کشور در فروردین و مهر ۱۴۰۳ حملاتی ردوبدل کردند. یک روز پیش از آغاز حملات اسرائیل، آژانس برای نخستین بار در ۲۰ سال اعلام کرد ایران به تعهدات هسته‌ای خود پایبند نبوده است.
طبق گزارش‌های وزارت بهداشت ایران و هرانا (مخالف حکومت)، حملات اسرائیل چندین فرمانده نظامی ایران، رهبران سپاه پاسداران انقلاب اسلامی، دست‌کم ۱۰ دانشمند هسته‌ای و بیش از ۱٫۰۰۰ ایرانی را کشت. وزارت امور خارجه ایران ایران اعلام کرد بیش از ۷۰ زن و کودک ایرانی در سه حمله اولیه اسرائیل کشته شدند. حملات هوایی اسرائیل به تأسیسات هسته‌ای نطنز و تأسیسات اتمی اصفهان خسارت زدند، اما ظاهراً تأسیسات هسته‌ای فردو آسیبی ندید. اسرائیل همچنین یک مجتمع موشکی نزدیک تبریز، تأسیسات موشکی زیرزمینی در کرمانشاه، و تأسیسات سپاه در نزدیکی تهران و پیرانشهر را هدف قرار داد. این حملات به زیرساخت‌های عمومی از جمله یک بیمارستان در کرمانشاه نیز آسیب رساند. موج اول پاسخ ایران شامل حدود ۱۰۰ موشک و ۱۰۰ پهپاد بود. حملات و واکنش‌های بعدی ایران منجر به کشته شدن ۲۸ شهروند اسرائیلی شدند. بنا بر گزارش‌ها، ایران بیش از ۹۵۰ موشک شلیک کرد، که شامل موشک‌های ویژه و ارتقایافته ساخت ایران بودند. ایرانی‌ها به آپارتمان‌های مسکونی، به یک دانشگاه، به یک فرودگاه و به یک بیمارستان غیرنظامی حمله کردند.
پژوهشگران حقوقی حملات اسرائیل را نقض قوانین بین‌المللی دانستند، دیدگاهی که بولیوی، برزیل، چین، کوبا، روسیه و آفریقای جنوبی نیز آن را تأیید کردند. حملات اولیه اسرائیل از سوی کشورهای سرتاسر جهان اسلام، از جمله مصر، اردن، پاکستان و ترکیه محکوم شد. این حملات با حمایت آلمان، اوکراین و ایالات متحده مواجه شد که خواستار توافق سریع ایران بر سر یک معامله هسته‌ای شدند. شماری از کشورهای جهان غرب خشونت را محکوم کرده و از ایران و اسرائیل خواستند تنش‌ها را کاهش دهند؛ در این میان کانادا، فرانسه و بریتانیا اعلام کردند اسرائیل حق دفاع از خود را دارد. روسیه اظهار داشت که ایران نیز حق دفاع از خود را دارد. سازمان ملل متحد ابراز نگرانی کرد و خواستار خویشتن‌داری شد. جنگ باعث شد ایران، با وجود ادعای بی‌طرفی آذربایجان، این کشور را به همکاری با اسرائیل علیه خود متهم کند؛ از جمله در این زمینه که گویا به اسرائیل اجازه استفاده از خاک خود برای انجام حملات پهپادی داده است. این مسئله روابط دو کشور را بیش از پیش دچار تنش کرد. پس از جنگ ایران و اسرائیل، آمریکا به‌طور موقت ارسال سلاح به اوکراین را متوقف کرد، زیرا نگران بود ذخایر تسلیحاتی‌اش بیش از حد کاهش یافته باشد.

## زمینه

### برنامه هسته‌ای ایران
در سال ۱۳۹۴، ایران با برنامه جامع اقدام مشترک (برجام) موافقت کرد که توسط رئیس‌جمهور وقت آمریکا، باراک اوباما با شورای امنیت سازمان ملل و آلمان برای محدود کردن توسعه برنامه هسته‌ای صلح‌آمیز ایران به امضا رسید. در سال ۱۳۹۷، رئیس‌جمهور آمریکا دونالد ترامپ در دورهٔ اول ریاست‌جمهوری خود، مشارکت کشورش در این توافقنامه را به حالت تعلیق درآورده و تحریم‌های اقتصادی علیه ایران را از سر گرفت، علیرغم گزارش آژانس بین‌المللی انرژی اتمی که تأیید می‌کرد ایران به تعهدات خود پایبند بوده است. ایران در واکنش به خروج آمریکا از برجام، به تدریج غنی‌سازی اورانیوم خود را افزایش داد. در سال ۱۳۹۸، آمریکا سپهبد قاسم سلیمانی را ترور کرد؛ در پاسخ، ایران اعلام کرد که دیگر به محدودیت‌های غنی‌سازی برجام پایبند نخواهد بود و تا سال ۱۴۰۰، اورانیوم را تا خلوص ۶۰٪ غنی‌سازی کرد که نزدیک به اورانیوم مورد استفاده در تسلیحات هسته‌ای است. در اردیبهشت ۱۴۰۴، آژانس بین‌المللی انرژی اتمی گزارش داد که ایران ۴۰۹ کیلوگرم اورانیوم با خلوص ۶۰٪ جمع‌آوری کرده است. یک روز قبل از حملات اسرائیل، آژانس برای نخستین بار در ۲۰ سال گذشته ایران را به عدم پایبندی به تعهدات هسته‌ای متهم کرد. در واکنش، ایران اعلام کرد که یک تأسیسات جدید غنی‌سازی هسته‌ای (سومین مورد) را تحت نظارت آژانس راه‌اندازی خواهد کرد.
تحلیلگران هشدار می‌دهند که این فعالیت‌ها بسیار فراتر از هر هدف غیرنظامی قابل باور است. برآوردها نشان می‌دهد که ایران می‌تواند اورانیوم با درجه تسلیحاتی کافی برای یک بمب هسته‌ای ظرف یک هفته تولید کند و ظرف یک ماه به اندازه کافی برای هفت بمب انباشت کند، که باعث ترس از کوتاه شدن چشمگیر زمان گریز هسته‌ای است.
ایران تأکید دارد که به دنبال توسعهٔ سلاح هسته‌ای نیست و خامنه‌ای، رهبر ایران، فتوایی صادر کرده که سلاح‌های هسته‌ای را غیراخلاقی می‌داند. منابع غربی می‌گویند که ایران در دهه ۱۳۷۰ برنامه‌ای را به نام پروژه آماد برای ساخت سلاح هسته‌ای دنبال می‌کرد، اما ایران این موضوع را رد کرده است. بر اساس اطلاعات آمریکایی، ایران این برنامه را تا سال ۱۳۸۲ متوقف کرده است. طبق گزارش‌های آژانس و جامعه اطلاعاتی آمریکا، ایران از سال ۱۳۸۸ هیچ برنامه‌ای برای توسعه سلاح هسته‌ای دنبال نکرده است.
در فروردین ۱۴۰۴، رئیس‌جمهور آمریکا دونالد ترامپ از مذاکرات بین آمریکا و ایران در مورد برنامه هسته‌ای ایران خبر داد. کاخ سفید اعلام کرد که ایران دو ماه فرصت دارد تا به توافق برسد؛ این مهلت دوماهه یک روز قبل از حملات اسرائیل به پایان رسید.

### درگیری مستقیم ایران و اسرائیل
پس از حملات ۷ اکتبر ۲۰۲۳ حماس به اسرائیل، اسرائیل با هدف تغییر توازن منطقه‌ای، محور مقاومت را هدف قرار داد و در درگیری‌های غزه و تهاجم ۲۰۲۴ به لبنان درگیر شد. حزب‌الله تلفات سنگینی متحمل شد و با مخالفت داخلی روبرو شد، حماس به شدت تضعیف شد و سوریه پس از سقوط رژیم اسد، روابط خود را با ایران قطع کرد. تا اواسط ۲۰۲۵، تنها حوثی‌ها و برخی از گروه‌های شبه‌نظامی عراقی، البته با توانایی‌های کاهش‌یافته، فعال باقی ماندند.
اگرچه ایران و اسرائیل مدت‌هاست که با یکدیگر درگیری نیابتی داشته‌اند، اما سال ۲۰۲۴ نخستین بار بود که هر دو به‌طور علنی و مستقیم به یکدیگر حمله کردند. در ۱۲ فروردین ۱۴۰۳، یک حمله هوایی اسرائیل به کنسولگری ایران در دمشق منجر به کشته شدن چندین افسر ایرانی شد. در پاسخ به این اقدام، ایران در فروردین ۱۴۰۳ به اسرائیل حمله کرد و اسرائیل در همان ماه به ایران حمله متقابل انجام داد. در تیر ۱۴۰۳، اسرائیل اسماعیل هنیه، رهبر حماس، را در تهران ترور کرد. در مهر ۱۴۰۳، ایران به اسرائیل حمله کرد و اسرائیل نیز به ایران حمله کرد.

### جنگ غزه
حملات اسرائیل به ایران در بحبوحه جنگ جاری این کشور در غزه و در چارچوب گسترش اقدامات نظامی آن در سراسر منطقه صورت گرفت؛ از جمله فعالیت‌های نظامی اسرائیل در لبنان، یمن، سوریه و کرانه باختری اشغالی. این حملات همچنین در شرایطی رخ داد که خطر قحطی و بحران انسانی در نوار غزه – که تحت محاصره اسرائیل قرار دارد – وجود داشت و شمار فزاینده‌ای از پژوهشگران و سازمان‌های حقوق بشری آن را نسل‌کشی توصیف کرده‌اند.

### پیش‌زمینه‌های فوری و لحظه‌ای
در ۲۲ خرداد ۱۴۰۴، شبکه خبری اِی‌بی‌سی گزارش داد که اسرائیل در حال بررسی اقدام نظامی علیه ایران است. چند ساعت بعد، مقامات آمریکایی از طریق سی‌بی‌اس نیوز مطلع شدند که اسرائیل برای آغاز عملیات علیه ایران «کاملاً آماده» است. دولت ترامپ ظاهراً گزینه‌هایی را برای حمایت از اسرائیل بدون رهبری عملیات در نظر گرفته بوده است. روز بعد، سفارت آمریکا در اورشلیم حرکت کارکنان خود را محدود کرد، اگرچه مایک هاکبی، سفیر آمریکا در اسرائیل، گفت بعید است اسرائیل بدون تأیید دولت ترامپ به ایران حمله کند. پیش از شروع حملات هوایی، اسرائیل به دولت ترامپ گفت که بدون اطلاع قبلی آمریکا حمله نخواهد کرد. رئیس‌جمهور آمریکا ترامپ در آستانه حملات با بنیامین نتانیاهو، نخست‌وزیر اسرائیل، صحبت کرد و بعداً اعتراف کرد که از قبل از برنامه‌های اسرائیل مطلع بوده است. مقامات وزارت خارجه و دفاع بریتانیا نیز از قصد اسرائیل برای حمله به ایران مطلع بودند، اما اینکه آیا اسرائیل به آنها اطلاع داده یا خیر، به‌طور رسمی تأیید نشده است. بر اساس گفته دو مقام اسرائیلی، دولت اسرائیل از دولت ترامپ خواسته بود که در آستانه حملات به ایران به آنها بپیوندد و کمک کند. برخی از شخصیت‌های کلیدی راست‌گرا، از جمله برخی از متحدان ترامپ، حملات اسرائیل را زیر سؤال بردند و از خطر جنگ آمریکا با ایران هشدار دادند.
در هفته‌های منتهی به حملات اسرائیل به ایران، دولت اسرائیل با فشارهای بین‌المللی به دلیل خطر قحطی در غزه و کشتار غیرنظامیان مواجه شد. حتی نزدیک‌ترین متحدان اسرائیل در اروپا نیز از قحطی در غزه انتقاد کرده بودند و اتحادیه اروپا اعلام کرده بود که قرارداد تجارت آزاد با اسرائیل را بازنگری خواهد کرد. کارشناسان سیاسی و روزنامه‌نگارانی مانند خاویر ابوعید، تامارا دیویسون و کیومرث صمدی اظهار داشتند که حمله به ایران باعث انحراف توجه از اقدامات اسرائیل در غزه شده است. نسرین مالک گفت این حمله تلاشی از سوی اسرائیل بود تا اروپایی‌هایی را که از اقدامات اسرائیل در غزه بیگانه شده بودند، دوباره به سمت خود جلب کند. روابط اسرائیل با ایران عامل وحدت‌بخش بین اسرائیلی‌های چپ‌گرا و راست‌گرا بود. روز قبل از حمله به ایران، اسرائیل زیرساخت‌های ارتباطی غزه را نابود کرد و ارتباطات غزه با جهان خارج را قطع کرد.

## حملات توسط اسرائیل
در خرداد ۱۴۰۴، اسرائیل یک کارزار اطلاعاتی و نظامی را در اعماق خاک ایران هماهنگ کرد و خرابکاری مخفیانه با پهپاد توسط موساد را با حملات هوایی گسترده نیروی هوایی اسرائیل به زیرساخت‌های موشکی زمین به زمین ایران ترکیب کرد. عملیات مخفیانه موساد، آغاز حملات ۱۴۰۴ اسرائیل به ایران را ممکن ساخت. این اولین بار است که مقامات اسرائیلی به اداره یک پایگاه مخفی پهپاد در داخل ایران اذعان می‌کنند. مأموران موساد پهپادهای انفجاری را که برای از کار انداختن موشک‌اندازها و پدافند هوایی استفاده می‌شدند، قاچاق و مونتاژ کرده بودند. بمباران هوایی که پس از آن انجام شد، ده‌ها لانچر موشک‌های زمین به زمین، انبارهای تسلیحاتی و سایت‌های فرماندهی سپاه پاسداران انقلاب اسلامی را در مناطق مختلف هدف قرار داد. این عملیات‌ها در مجموع، تشدید قابل توجهی در درگیری طولانی‌مدت و پنهان بین اسرائیل و ایران را نشان دادند و مدل جدیدی از جنگ ترکیبی را ارائه دادند که جاسوسی، خرابکاری و قدرت هوایی قابل توجهی را در هم می‌آمیزد.

### پایگاه پهپادی موساد و عملیات قاچاق
پایگاه پهپادی اسرائیل، تأسیساتی مخفی است که به گفتهٔ موساد، سازمان اطلاعات ملی اسرائیل، در خاک ایران ایجاد کرده است. گفته شده این پایگاه در جریان حملات ۱۴۰۴ اسرائیل به ایران فعال شده تا امکان انجام حملات پهپادی و حملات با تسلیحات هدایت‌شونده دقیق را در داخل ایران فراهم آورد.

#### پیش‌زمینه
ایجاد یک پایگاه نظامی در داخل خاک ایران، مرحله‌ای جدید و مهم در درگیری‌های میان ایران و اسرائیل به‌شمار می‌رود؛ درگیری عمدتاً شامل عملیات‌های خرابکارانه، حملات سایبری و حملات هوایی از فاصله دور بوده است.

#### ایجاد پایگاه
بر پایه گزارش‌هایی که توسط گاردین و آکسیوس منتشر شده، عوامل موساد موفق شدند پهپادها، تسلیحات دقیق و نیروی انسانی را به‌طور مخفیانه به مرکز ایران منتقل کرده و یک سایت پرتاب مخفی در نزدیکی تهران ایجاد کنند. این پایگاه در نزدیکی سایت‌های پدافند هوایی و موشکی ایران قرار داشته و در میان زیرساخت‌های غیرنظامی پنهان شده است.
در ۱۳ ژوئن ۲۰۲۵ و هم‌زمان با آغاز حملات اسرائیل به ایران در ۱۳ ژوئن ۲۰۲۵، پهپادها و سامانه‌های موشکی از این پایگاه مخفی به‌کار گرفته شدند تا اهداف زیر را در خاک ایران مورد حمله قرار دهند:
- سکوهای پرتاب موشک‌های زمین‌به‌زمین، که هدف از آن جلوگیری از شلیک موشک‌های احتمالی به سمت اسرائیل بود.
- سامانه‌های پدافند هوایی، که به منظور ایجاد مسیر امن برای حملات بعدی نیروی هوایی اسرائیل مورد هدف قرار گرفتند.

این اقدامات بخشی از راهبرد ترکیبی اسرائیل بودند که شامل پهپادها، حملات هوایی و عملیات خرابکارانه در عمق خاک ایران می‌شدند.

#### مراحل عملیات
عوامل موساد و نیروهای ویژه اسرائیل طی چند سال به‌صورت پنهانی در ایران مستقر شده و تسلیحات پیشرفته را به کشور منتقل کرده بودند. این پایگاه پهپادی امکان فعال‌سازی از راه دور پهپادهای انتحاری را فراهم می‌کرد که سکوهای پرتاب موشک و سایت‌های دفاع هوایی را در طول شب هدف قرار دادند.

##### عملیات اسرائیل در سه مرحله اصلی انجام شد
مرحله اول
استقرار تسلیحات دقیق – عوامل موساد تسلیحات هدایت‌شونده با دقت بالا را در نزدیکی سامانه‌های موشکی زمین‌به‌هوا در ایران جای‌گذاری کردند که بعدها به‌صورت از راه دور فعال شدند.
مرحله دوم
سامانه‌های ضربتی متحرک – سامانه‌های پیشرفته‌ای که در خودروها مخفی شده بودند، برای غیرفعال‌سازی سایت‌های پدافندی مورد استفاده قرار گرفتند.
مرحله سوم
فعال‌سازی پایگاه پهپادی – این پایگاه مخفی در نزدیکی تهران، پهپادهای انتحاری را به سمت اهداف کلیدی از جمله پایگاه اسفج‌آباد شلیک کرد.

#### پیامدهای راهبردی
تخریب سامانه‌های دفاعی و سکوهای پرتاب موشک ایران توسط پهپادهایی که از داخل خاک ایران پرتاب شده بودند، نقش مهمی در خنثی‌سازی تهدیدهای فوری و تسهیل عملیات گسترده‌تر اسرائیل با کم‌ترین مقاومت نیروهای ایرانی ایفا کرد.
به گفته روزنامه‌نگار علی‌حسین قاضی‌زاده «موساد در داخل خاک ایران پایگاه پهپادی احداث کرده بود؛ اقدامی که حتی در لبنان و در مواجهه با حزب‌الله نیز سابقه نداشته است… این مسئله نشان‌دهنده عمق و گستردگی نفوذ اسرائیل در ایران است.»

#### شبکه اطلاعاتی و تشکیلاتی
در اواخر سال ۱۴۰۳ و اوایل سال ۱۴۰۴، موساد مخفیانه قطعات و مهمات پهپاد، از جمله صدها پهپاد کوادکوپتر، را با استفاده از چمدان، کامیون و کانتینر به ایران قاچاق کرد و در نهایت آنها را در محل نزدیک تأسیسات نظامی کلیدی مونتاژ نمود. این عملیات همچنین شامل کماندوها و انبارهای سلاح‌های هدایت‌شونده دقیق بود که در نزدیکی سیستم‌های دفاع هوایی ایران و سایت‌های پرتاب موشک‌های بالستیک قرار داده شده بودند.

#### نقش عملیاتی در خرداد ۱۴۰۴
با شروع حملات هوایی اسرائیل در ۲۳ و ۲۴ خرداد، تیم‌های پهپادی تحت کنترل موساد، باتری‌های پدافند هوایی را خنثی کرده و لانچرهای متحرک SSM را قبل از اینکه بتوانند درگیر شوند، رهگیری کردند. مقامات اشاره کردند که پهپادها «موشک‌اندازهایی را که به سمت اسرائیل نشانه رفته بودند، منهدم کردند» که به‌طور قابل توجهی توانایی‌های واکنش فوری ایران را کاهش داد.

#### اهمیت استراتژیک
این کارزار خرابکاری پیشگیرانه برای عملیات هوایی کلی اسرائیل اساسی بود و عملاً توانایی ایران برای تلافی را کند کرد و پرتاب موشک‌ها را از ۱۰۰۰ موشک پیش‌بینی‌شده به تقریباً ۲۰۰ موشک کاهش داد. این عملیات یک تغییر اساسی را رقم زد: بازوی اطلاعاتی اسرائیل در عمق خاک ایران فعالیت می‌کرد و استفاده نوآورانه از ریزپهپادها و شبکه‌های مخفی را به نمایش می‌گذاشت.

### حملات هوایی اسرائیل به زیرساخت‌های موشک‌های زمین به زمین (SSM)

#### اهداف و اجرا
بین ۲۳ تا ۲۵ خرداد ۱۴۰۴، نیروی هوایی اسرائیل حملات هوایی هماهنگی را علیه تأسیسات موشکی ایران انجام داد. پیگیری مستقیم عملیات پهپادی شامل موارد زیر بود:
- حملات به «ده‌ها پرتابگر سامانه‌های موشکی SSM» - سامانه‌های شهاب، دزفول و سجیل - در سراسر کرمانشاه، تبریز، اصفهان و تهران.
- بمباران انبارهای زیرزمینی و سکوهای پرتاب مستحکم، با تصاویر نشان‌دهنده آسیب ساختاری قابل توجه به زیرساخت‌های موشکی.[۱۳۰][۱۳۱]

#### مقیاس و تأثیر
منابع تأیید می‌کنند که جت‌های اسرائیلی، با پشتیبانی نظارت موساد، پنج موج حمله را اجرا کردند که شامل حدود ۲۰۰ هواپیما بود و به بیش از ۱۰۰ هدف نظامی و هسته‌ای حمله کردند. تحلیل‌های ماهواره‌ای و مستقل نشان می‌دهد که حداقل ۳۰ پرتابگر موشک و سه انبار موشک منهدم شده و چهار فرمانده سپاه کشته شده‌اند.

### اهمیت استراتژیک و تاکتیکی
خرابکاری هماهنگ پهپادها و حملات هوایی، قابلیت‌های پرتاب موشک‌های ایران را به میزان قابل توجهی کاهش داد و عملاً موازنه استراتژیک قدرت هوایی را به نفع اسرائیل تغییر داد. این عملیات، مرحله جدیدی را در همکاری نظامی بین سازمانی رقم زد و جمع‌آوری اطلاعات مخفی، نفوذ و تعیین دقیق هدف توسط موساد را به‌طور یکپارچه با ظرفیت نیروی هوایی اسرائیل برای حملات دوربرد و پرقدرت ادغام کرد. نتیجه، یک حمله عمیقاً هماهنگ بود که قادر به نفوذ به خاک به شدت محافظت‌شده ایران با حداقل هشدار بود. فراتر از موفقیت تاکتیکی، این کمپین تحول گسترده‌تری را در ماهیت جنگ مدرن برجسته کرد و نشان داد که چگونه می‌توان از پلتفرم‌های پهپادی کم‌هزینه و چابک به عنوان تقویت‌کننده نیرو برای از کار انداختن زیرساخت‌های حیاتی و هموار کردن راه برای حملات هوایی متعارف استفاده کرد. گزارش‌ها حاکی از آن است که این پهپادها تقریباً ۸۰۰ پرتاب موشک احتمالی را مختل کردند و اقدام تلافی‌جویانه ایران را از ۱۰۰۰ پرتاب احتمالی به حدود ۲۰۰ پرتاب کاهش دادند این تلفیق قابلیت‌های نامتقارن و سنتی، به الگوی جدیدی در برنامه‌ریزی نظامی استراتژیک اشاره دارد که در آن، دارایی‌های پنهان و آشکار برای حداکثر تأثیر عملیاتی، در زمان واقعی هماهنگ می‌شوند.

### ۱۳ ژوئن
در ساعات اولیهٔ ۱۳ ژوئن ۲۰۲۵، نیروهای دفاعی اسرائیل (IDF) حمله‌ای گسترده را با هدف قرار دادن تأسیسات هسته‌ای ایران و زیرساخت‌های نظامی این کشور آغاز کردند. تا ساعت ۶:۳۰ صبح به وقت اسرائیل، نیروی هوایی اسرائیل پنج موج از حملات را اجرا کرده بود. بنا بر گزارش‌ها، عملیات بر روی ده‌ها مکان تمرکز داشت که شامل سایت‌های مرتبط با برنامهٔ هسته‌ای ایران، محل سکونت فرماندهان کلیدی نظامی و پایگاه‌ها می‌شد. موساد، سازمان اطلاعات خارجی اسرائیل نیز مجموعه‌ای هماهنگ از عملیات‌های مخفی خرابکارانه را علیه سامانه‌های پدافند هوایی و زیرساخت‌های موشکی ایران انجام داد. اسرائیل اعلام کرد که اهدافی را هدف قرار داده که تهران انتظار آن‌ها را نداشته است.
به گفتهٔ نیروهای زمینی، هوایی و دریایی اسرائیل، بیش از ۲۰۰ هواپیمای اسرائیلی در حملات اولیه بیش از ۳۳۰ مهمات را بر حدود ۱۰۰ هدف پرتاب کردند. بر اساس اظهارات یکی از مقامات اسرائیلی، موساد پایگاه پهپادی مخفیانه‌ای را در نزدیکی تهران تأسیس کرده بود که برای هدف قرار دادن پرتابگرهای موشکی زمین‌به‌زمین مورد استفاده قرار گرفت. این مأموریت که با هماهنگی IDF انجام شد، شامل قاچاق سلاح‌های دقیق به داخل ایران و اعزام کماندوهای موساد برای از کار انداختن سامانه‌های پدافند هوایی به منظور تضمین برتری هوایی برای هواپیماهای اسرائیلی نیز می‌شد.
حدود ساعت ۳:۰۰ بامداد به وقت محلی، وزیر دفاع اسرائیل یسرائیل کاتس وضعیت فوق‌العاده سراسری اعلام کرد و نسبت به حملات موشکی و پهپادی قریب‌الوقوع هشدار داد. آژیرهای هشدار در سراسر اسرائیل به صدا درآمدند، اگرچه تا زمان گزارش، ایران موشک بالستیکی پرتاب نکرده بود. کاتس همچنین حملهٔ اسرائیل به ایران را «حملهٔ پیش‌دستانه» توصیف کرد. بر اساس گزارش IDF، این اقدام با توجه به اطلاعاتی صورت گرفت که نشان می‌داد ایران به اندازه‌ای اورانیوم غنی‌شده ذخیره کرده که می‌تواند ظرف چند روز تا ۱۵ سلاح هسته‌ای تولید کند.
نخست‌وزیر اسرائیل، بنیامین نتانیاهو، اعلام کرد که اسرائیل حمله کرده زیرا «اگر جلوی آن گرفته نشود، ایران می‌تواند ظرف مدت بسیار کوتاهی سلاح هسته‌ای تولید کند. ممکن است یک سال طول بکشد. ممکن است طی چند ماه، کمتر از یک سال باشد». به همین دلیل، نتانیاهو از آغاز عملیات «شیر برخاسته» خبر داد؛ کارزار نظامی‌ای که تأسیسات اصلی غنی‌سازی ایران در نطنز، دانشمندان هسته‌ای، و بخش‌هایی از برنامه موشک‌های بالیستیک ایران را هدف قرار داده است. او اعلام کرد که این عملیات «تا هر زمانی که لازم باشد» ادامه خواهد داشت. نتانیاهو تلاش‌های هسته‌ای ایران را «تهدیدی روشن و فوری برای بقای اسرائیل» توصیف کرد و تأکید نمود که با این اقدام، «ما همچنین از همسایگان عرب خود در برابر تجاوزگری ایران دفاع می‌کنیم». تا ساعت ۰۴:۳۵ بامداد به وقت اسرائیل، ایران هنوز واکنشی نشان نداده است. نتانیاهو در جریان تحولات، کابینه امنیتی را تشکیل جلسه داد.
انفجارهایی در سراسر تهران گزارش شده است، از جمله در نزدیکی پایگاه‌های نظامی و محله‌هایی که فرماندهان ارشد نظامی در آن سکونت دارند. شاهدان عینی از شعله‌های عظیم و انفجارهای پی‌درپی خبر داده‌اند. خبرگزاری فارس، وابسته به سپاه پاسداران، گزارش داد که چندین منزل مسکونی در شهرک محلاتی، در شرق تهران، که محل زندگی افسران بلندپایه ایرانی و خانواده‌هایشان است، هدف قرار گرفته است. گزارش شده که مقر سپاه پاسداران در تهران نیز دچار حریق شده است.
انفجارهایی در تأسیسات هسته‌ای نطنز در استان اصفهان نیز گزارش شده است؛ جایی که یکی از حیاتی‌ترین سایت‌های هسته‌ای ایران واقع شده است. تلویزیون دولتی ایران وقوع «انفجارهای مهیب» در نزدیکی این سایت را تأیید کرد؛ سایتی که دو مرکز غنی‌سازی در آن قرار دارد: تأسیسات بزرگ زیرزمینی غنی‌سازی سوخت (FEP) و تأسیسات آزمایشی غنی‌سازی سوخت (PFEP) در سطح زمین. سایت‌های هسته‌ای خنداب و خرم‌آباد نیز هدف قرار گرفته‌اند.

### ۱۴ ژوئن
در صبح زود ۱۴ ژوئن، رسانه‌های ایرانی از انفجاری در فرودگاه بین‌المللی مهرآباد تهران خبر دادند که با گزارش‌هایی از آتش‌سوزی گسترده در این تأسیسات همراه بود. به گزارش خبرگزاری فارس، دو پرتابه به مناطق اطراف برخورد کردند. سامانه‌های پدافند هوایی ایران نیز با پرتابه‌های اسرائیلی بر فراز اصفهان درگیر شدند. گزارش‌ها حاکی از آن است که نیروهای نظامی ایران چندین پهپاد اسرائیلی در مأموریت‌های شناسایی در شمال‌غرب ایران را سرنگون کردند و دو طرف تبادل آتش داشتند. رئیس ستاد کل ارتش اسرائیل، ایال زمیر، و فرمانده نیروی هوایی، تومر بار، صبح همان روز اعلام کردند که «راه به سوی تهران هموار شده است.» ارتش اسرائیل بعداً اعلام کرد که یک تأسیسات زیرزمینی در غرب ایران، که برای ذخیره ده‌ها موشک بالستیک و کروز استفاده می‌شد، بمباران شده است.
ایران مرگ دو فرمانده ارشد دیگر را تأیید کرد: سرتیپ غلامرضا محرابی، معاون اطلاعات ستاد کل نیروهای مسلح و سرتیپ مهدی ربانی، معاون عملیات. تا این زمان ایران، بدون ارائهٔ هیچ سند یا مدرکی، ادعا کرد که سه جت اف-۳۵ اسرائیلی را سرنگون کرده و دو خلبان را بازداشت کرده است. وزارت نفت ایران اعلام کرد که دو میدان نفتی در استان بوشهر مورد حمله قرار گرفتند: سکو فاز ۱۴ میدان گازی پارس جنوبی و پالایشگاه گاز فجر جم. این حملات باعث آتش‌سوزی‌های گسترده‌ای شد که تولید حداقل ۱۲ میلیون متر مکعب گاز را متوقف کرد. تا آن زمان، به گفته جمعیت هلال احمر، حملات اسرائیل ۱۸ استان از ۳۱ استان ایران را تحت تأثیر قرار داده بود و ۱۴۱۴ نفر از پرسنل این سازمان در عملیات امدادی مشارکت داشتند.
در ساعت ۲۳:۱۱ به وقت محلی، ارتش اسرائیل اعلام کرد که موج جدیدی از حملات به «اهداف نظامی» در تهران آغاز شده است. انبارهای نفت و بنزین در شهر مورد حمله قرار گرفتند که باعث قطع برق در محله شهران شد. بعداً در همان شب، خبرگزاری تسنیم گزارش داد که حملات اسرائیل در پایتخت به مقر وزارت دفاع ایران و ساختمان سازمان پژوهش‌های نوین دفاعی برخورد کرده است.

### ۱۵ ژوئن
در ۱۵ ژوئن، نیروهای دفاعی اسرائیل به غیرنظامیان ایرانی هشدار دادند که مناطق اطراف کارخانه‌های تسلیحاتی و پایگاه‌های نظامی در شیراز را تخلیه کنند. همچنین گزارشی از حمله به ساختمان وزارت دادگستری در تهران منتشر شد. نیروی هوایی اسرائیل اعلام کرد که یک هواپیمای سوخت‌رسان در فرودگاه بین‌المللی شهید هاشمی‌نژاد مشهد، در فاصله حدود ۲٫۳۰۰ کیلومتری از خاک اسرائیل، بمباران شده است که احتمالاً دوربردترین عملیات در تاریخ این نیرو بوده است.
گزارش شد که ایران از طریق عمان و قطر به دنبال میانجی‌گری برای مذاکره با ایالات متحده بوده تا حملات را متوقف کرده و مذاکرات هسته‌ای متوقف‌شده را احیا کند. ایران اعلام کرد که دو نفر را که ادعا می‌کرد عضو موساد هستند، بازداشت کرده است.
اسرائیل موشک‌های سطح‌به‌سطح و پایگاه‌های نظامی ایران را هدف قرار داد و همچنین به وزارت امور خارجه ایران حمله کرد. پرتابه‌های موشکی محمد کاظمی، رئیس سازمان اطلاعات سپاه، و معاون او را کشتند. هم‌زمان با حملات هوایی، پنج بمب خودرویی در سراسر تهران منفجر شد که انفجارها در نزدیکی سایت‌های دولتی و مرتبط با برنامه هسته‌ای رخ داد. خبرگزاری دولتی ایران، ایرنا، به نقل از منابع آگاه ادعا کرد که این عملیات توسط اسرائیل اجرا شده است، هرچند یک مقام اسرائیلی هرگونه دخالت را رد کرد.
نتانیاهو گفت که اسرائیل چاره‌ای جز حمله به ایران نداشت تا از هولوکاست هسته‌ای جلوگیری کند. او این حمله را در «ساعت دوازدهم» توصیف کرد و گفت که برای حفاظت از اسرائیل و جهان انجام شده است. نتانیاهو دولت ایران را به سرکوب مردم ایران متهم کرد و اظهار داشت که این به انتخاب مردم ایران بستگی دارد که «قیام کنند» یا نه.

### ۱۶ ژوئن
در ۱۶ ژوئن، نیروهای دفاعی اسرائیل مرکز فرماندهی نیروی قدس در تهران حمله کردند. یک مقام اسرائیلی به وال‌استریت ژورنال گفت که نشانه‌هایی از «فروپاشی» تأسیسات هسته‌ای زیرزمینی نطنز وجود دارد. ایران اینترنشنال گزارش داد که انفجارهایی در نزدیکی تأسیسات هسته‌ای فردو شنیده شده است. گفته می‌شود حملات نیروهای دفاعی اسرائیل در نزدیکی تأسیسات نظامی پارچین نیز انجام شده است. سپاه انصارالمهدی زنجان گزارش داد که در حمله‌ای در شهرستان ایجرود استان زنجان، یکی از فرماندهان این واحد به نام رضا نجفی و یک سرباز به نام حسن رسولی کشته شدند. خبرگزاری وابسته به قوه قضائیه ایران گزارش داد که اسماعیل فکری، متهم به همکاری با اسرائیل، به دار آویخته شد. این خبرگزاری اعلام کرد که فکری پیش از دستگیری با دو افسر موساد در تماس بوده است.
نیروهای دفاعی اسرائیل ادعا کرد که ۱۲۰ پرتابگر موشک سطح‌به‌سطح در ایران را منهدم کرده و به «برتری هوایی کامل» در حریم هوایی تهران دست یافته است. سرتیپ افی دفرین اظهار داشت که ۳۰ درصد از پرتابگرهای موشکی ایران نابود شده‌اند. نتانیاهو نیز ادعا کرد که اسرائیل آسمان تهران را تحت کنترل دارد.
خبرگزاری ایرنا گزارش داد که نیروهای اسرائیلی بیمارستان فارابی در کرمانشاه را هدف قرار دادند و خسارات قابل‌توجهی به بیمارستان و ساختمان‌های اطراف آن وارد کردند. دست‌کم ۱۵ ساختمان در کارخانه موشکی کرمانشاه توسط اسرائیل مورد اصابت قرار گرفت. اسرائیل همچنین ساختمان سازمان صدا و سیمای جمهوری اسلامی ایران را حین پخش زنده شبکه خبر بمباران کرد. اسرائیل مدعی است که مقر صداوسیما توسط نیروهای مسلح ایران برای پیشبرد عملیات نظامی تحت پوشش غیرنظامی استفاده می‌شد، ادعایی که از سوی ایران رد شد. اسرائیل همچنین دستور تخلیه به ساکنان برخی مناطق تهران صادر کرد. اسرائیل پرتابگرهای موشکی ایران در غرب این کشور را هدف قرار داد. نیروی دفاعی اسرائیل اعلام کرد که یکی از پهپادهایش دو جنگنده اف-۱۴ ایران را نابود کرده است. نور نیوز نیز گزارش داد که نیروهای ایرانی یک جنگنده اف-۳۵ را بر فراز تبریز سرنگون کرده‌اند، اما صحت این ادعا هیچ‌گاه ثابت نشد.

### ۱۷ ژوئن
ترامپ در پستی در شبکهٔ اجتماعی تروت سوشال اعلام کرد که تهران باید تخلیه شود.
نیروی دفاعی اسرائیل سرلشکر علی شادمانی را تنها چند روز پس از انتصابش به‌عنوان فرمانده قرارگاه مرکزی خاتم‌الانبیا ترور کرد. شادمانی که پس از کشته شدن غلامعلی رشید جایگزین او شده بود، طبق اعلام نیروی دفاعی اسرائیل، بالاترین مقام نظامی ایران بود که به‌عنوان «رئیس ستاد جنگ» فعالیت می‌کرد و فرماندهی سپاه پاسداران و نیروهای مسلح ایران را بر عهده داشت.
اسرائیل اعلام کرد که «چندین حمله گسترده» به اهداف نظامی در غرب ایران انجام داده و لانچرهای موشکی و تأسیسات ذخیره پهپاد را هدف قرار داده است. نیروی دفاعی اسرائیل ویدئویی منتشر کرد که نشان‌دهنده نابودی جت‌های جنگنده گرامن اف-۱۴ تام‌کت ایران روی زمین بود. همچنین ویدئویی از تخریب یک لانچر موشکی حامل سه موشک منتشر شد. به گزارش خبرگزاری مهر، موشک اسرائیلی به یک پست بازرسی در کاشان اصابت کرد که منجر به کشته شدن سه نفر و زخمی شدن چهار نفر دیگر شد. به گزارش ایرنا، نیروهای اسرائیلی یک ساختمان مسکونی در تهران را هدف قرار دادند و سه نفر توسط جمعیت هلال احمر از زیر آوار نجات یافتند. خبرگزاری فارس گزارش داد که بانک سپه، متعلق به دولت، هدف حمله سایبری قرار گرفت. طبق گزارش‌های ایران اینترنشنال و دیگر رسانه‌ها، گروه هکری گنجشک درنده رسماً مسئولیت این حمله سایبری به بانک را بر عهده گرفت. گفته می‌شود بانک سپه ارتباطات عمیقی با سپاه پاسداران و ارتش ایران دارد.
آژانس بین‌المللی انرژی اتمی اعلام کرد که به احتمال زیاد تأسیسات زیرزمینی نطنز در حملات اسرائیل آسیب دیده‌اند. جت‌های اسرائیلی لانچرهای موشکی ایران در غرب این کشور را هدف قرار دادند. ارتش ایران ادعا کرد که ۲۸ «هواپیمای متخاصم» از جمله یک پهپاد جاسوسی را ساقط کرده است. اسرائیل این ادعاها را رد کرد.

### ۱۸ ژوئن
نیروی دفاعی اسرائیل اعلام کرد که ۵۰ فروند جت جنگنده حدود ۲۰ ساختمان در تهران را هدف قرار دادند، از جمله کارخانه‌هایی که مواد اولیه، قطعات و سیستم‌های تولیدی برای موشک‌های بالستیک تولید می‌کردند. رسانه‌های ایرانی گزارش دادند که نیروی دفاعی اسرائیل یک دانشگاه وابسته به سپاه پاسداران انقلاب اسلامی و یک کارخانه موشکی در خجیر را هدف قرار داده است. نیروی دفاعی اسرائیل همچنین ادعا کرد که ۷۰ سامانه موشکی را نابود کرده است. یک پهپاد بدون سرنشین نیروی هوایی اسرائیل (IAF) پس از سرنگونی در ایران سقوط کرد و هیچ گزارشی از مصدومیت دریافت نشد. اسرائیل همچنین به سایت‌های تولید سانتریفیوژ هسته‌ای حمله کرد و آژانس بین‌المللی انرژی اتمی (IAEA) تأیید کرد که مجتمع تسا در کرج و مجتمع تحقیقاتی تهران مورد حمله قرار گرفته‌اند.
مأموران مخفی ایران پنج نفر را که ادعا می‌شود با سازمان اطلاعات و عملیات ویژه اسرائیل (موساد) مرتبط بودند، دستگیر کردند و آنها را به عنوان «مزدوران» متهم به «ایجاد ترس در میان مردم» کردند. روزنامه وال استریت ژورنال به نقل از یک مقام ناشناس آمریکایی گزارش داد که اسرائیل در حال اتمام موشک‌های رهگیر سامانه ارو (Arrow) است. ایران، اسرائیل را متهم کرد که برای مدت کوتاهی پخش برنامه‌های تلویزیونی این کشور را هک کرده و تصاویری از اعتراضات زنان را نمایش داده و از ایرانیان خواسته به خیابان‌ها بیایند. دولت ایران در بیانیه‌ای رسمی اعلام کرد: «اگر تصاویر نامرتبط مشاهده می‌کنید، به دلیل اختلال در سیگنال ماهواره‌ای توسط دشمن صهیونیستی است».
در صبح روز ۱۸ ژوئن، گزارش شد که انفجار بلندی در تهران شنیده شده، اما مقامات ایرانی این حمله را تأیید نکرده‌اند. اسرائیل سایت‌هایی در تهران را هدف قرار داد و دستور تخلیه برای ساکنان منطقه ۱۸ شهرداری تهران صادر کرد. به گفته اسرائیل، ستاد پلیس امنیت عمومی فراجا در جریان این حملات تخریب شد. همچنین گزارش شد که یک ساختمان هلال احمر ایران مورد اصابت قرار گرفته است. برخی رسانه‌های ایرانی (بدون ارائهٔ هیچ سند و مدرکی) گزارش دادند که نیروهای ایرانی یک جت جنگنده اف-۳۵ «متخاصم» را در منطقه جوادآباد ورامین سرنگون کرده‌اند.
رئیس ستاد کل نیروی دفاعی اسرائیل، سرلشکر ایال زمیر، اظهار داشت: «درس‌های مهم و مستقیمی از رویدادهای ۷ اکتبر در اینجا وجود دارد، ما منتظر نمی‌مانیم، ما تهدیدات را پیشگیری می‌کنیم». نیروی دفاعی اسرائیل پیامی به زبان فارسی منتشر کرد که در آن اعلام کرد پیام‌های زیادی از ایرانیان دریافت کرده که شامل «ترس، ناامیدی و خشم از اتفاقات رخ‌داده در ایران» است و از کسانی که مایلند از سرنوشتی مشابه غزه و لبنان جلوگیری کنند، خواست تا از طریق لینکی در وب‌سایت موساد با مقامات اسرائیلی تماس بگیرند.
در بعد از ظهر همان روز، نیروی دفاعی اسرائیل اعلام کرد که ۴۰ هدف نظامی در غرب ایران، از جمله یک پرتاب‌کننده موشک عماد آماده شلیک، سایت‌های ذخیره‌سازی موشک و سربازان را با ۲۵ فروند جت جنگنده هدف قرار داده است. تا آن زمان، افی دفرین، سخنگوی نیروی دفاعی اسرائیل، اعلام کرد که اسرائیل ۱٫۱۰۰ هدف در ایران را مورد حمله قرار داده است. او افزود که پنج هلیکوپتر ای‌اچ-۱ در صبح همان روز در کرمانشاه هدف قرار گرفته‌اند. بعداً، نیروی دفاعی اسرائیل اعلام کرد که سه هلیکوپتر ای‌اچ-۱ دیگر را نیز نابود کرده است. نیروی دفاعی اسرائیل سپس اعلام کرد که ۶۰ فروند جت جنگنده در موجی از حملات علیه ۲۰ هدف در تهران، از جمله تأسیسات تولید تسلیحات، سایت‌های تولید سانتریفیوژ و مکان‌های تحقیق و توسعه هسته‌ای شرکت کرده‌اند.

### ۱۹ ژوئن
نیروی هوایی اسرائیل (IAF) در شب ۱۸ ژوئن، تهران را با حملات هوایی هدف قرار داد. در صبح همان روز، اسرائیل ده‌ها تأسیسات نظامی در ایران، از جمله سامانه‌های دفاع هوایی و مراکز تولید موشک را مورد حمله قرار داد. نیروی دفاعی اسرائیل (IDF) ادعا کرد که کارخانه توسعه تسلیحات هسته‌ای در نطنز را هدف قرار داده است.
ساختمان محفظه راکتور IR-40 در مجتمع هسته‌ای اراک با اصابت مستقیم تخریب شد و برج‌های تقطیر در کارخانه تولید آب سنگین مجاور نیز نابود شدند. پیش‌تر در همان روز، اسرائیل به ساکنان مناطق اطراف اراک و خنداب دستور تخلیه داده بود. اسرائیل اعلام کرد که هیچ خطری برای نشت مواد رادیواکتیو وجود ندارد. آژانس بین‌المللی انرژی اتمی (IAEA) اظهار داشت که راکتور مذکور «غیرفعال بوده و هیچ ماده هسته‌ای در آن وجود نداشته است». نیروی دفاعی اسرائیل ادعا کرد که دو سوم پرتاب‌کننده‌های موشکی ایران را نابود کرده است. نیروی دفاعی اسرائیل همچنین مدعی شد که پهپادهایش سربازان ایرانی را که در حال تعمیر پرتاب‌کننده‌های موشک بالستیک بودند، هدف قرار داده‌اند.
بنیامین نتانیاهو، نخست‌وزیر اسرائیل، اظهار داشت که همکاری اسرائیل با ایالات متحده «بی‌نظیر» است. اسرائیل کاتز، وزیر امور خارجه اسرائیل، تهدید کرد که در پاسخ به حملات موشکی ایران به مرکز پزشکی سوروکا در بئرشبع، رهبر انقلاب اسلامی ایران، علی خامنه‌ای، را ترور خواهد کرد و گفت: «خامنه‌ای تاوان جنایاتش را خواهد داد». کاخ سفید اعلام کرد که دونالد ترامپ، رئیس‌جمهور ایالات متحده، ظرف دو هفته آینده تصمیم خواهد گرفت که آیا آمریکا در کنار اسرائیل وارد جنگ خواهد شد یا خیر.

### ۲۰ ژوئن
نیروی دفاعی اسرائیل گزارش داد که در طول شب، چندین سایت نظامی در ایران، از جمله تأسیسات تولید موشک و یک مرکز تحقیقات هسته‌ای در تهران را هدف قرار داده است. یکی از اهداف کلیدی، مقر برنامه سازمان پژوهش و نوآوری دفاعی (SPND) بود که گفته می‌شود در توسعه تسلیحات هسته‌ای ایران نقش داشته است. نیروی دفاعی اسرائیل ادعا کرد که صبح همان روز ۳۵ پرتاب‌کننده موشکی ایران را نابود کرده است.
یک رسانه ایرانی گزارش داد که یک پهپاد اسرائیلی ساختمانی مسکونی در منطقه گیشا تهران را هدف قرار داده است. گزارش شده که این حمله یک پایگاه نظامی متعلق به بسیج را هدف گرفته بود. بر اساس گزارش رسانه‌های محلی ایران، یک دانشمند هسته‌ای ناشناس در تهران توسط اسرائیل ترور شد. نیروی دفاعی اسرائیل در بیانیه‌ای کوتاه اعلام کرد که زیرساخت‌های نظامی در مناطق غربی و مرکزی ایران را هدف قرار داده است.
گزارش شده که صدها هزار نفر در شهرهای تهران، تبریز، شیراز، اصفهان، مشهد، قم، قزوین، یزد و گیلان در اعتراض به حملات اسرائیل تجمع کردند. تصاویر نشان‌دهنده برافراشتن پرچم‌های ایران و حزب‌الله و عکس‌های فرماندهان ترورشده ایرانی و رهبر انقلاب اسلامی، علی خامنه‌ای، بود. از جمله شرکت‌کنندگان در این تجمعات، رئیس قوه قضاییه ایران، غلامحسین محسنی اژه‌ای، فرمانده سابق نیروی قدس سپاه پاسداران انقلاب اسلامی، سرلشکر محمدعلی جعفری، و چندین وزیر و معاون رئیس مجلس بودند.

### ۲۱ ژوئن
اسرائیل ساختمان‌هایی در شهر اصفهان را هدف حمله قرار داد و رسانه‌های ایرانی گزارش دادند که یک تأسیسات هسته‌ای مورد حمله قرار گرفته است. وزیر دفاع اسرائیل، یسرائیل کاتس، اعلام کرد که نیروی دفاعی اسرائیل، سعید ایزدی، فرمانده نیروی قدس، را کشته و خودروی بهنام شهریاری، فرمانده سپاه پاسداران، را هدف قرار داده است. ایران کشته شدن سید ایثار طباطبایی قمشه، دهمین دانشمند هسته‌ای خود، را تأیید کرد.
آژانس بین‌المللی انرژی اتمی اعلام کرد که کارگاه تولید سانتریفیوژ در مجتمع تحقیقات هسته‌ای اصفهان در اثر حملات اسرائیل تخریب شده است. نیروی هوایی اسرائیل یک ساختمان مسکونی در قم را هدف قرار داد و انفجارهایی در نجف‌آباد، ملارد، اصفهان و تهران گزارش شد. معاون استاندار اصفهان به خبرگزاری فارس گفت که یک سایت هسته‌ای در اصفهان هدف حملات هوایی اسرائیل قرار گرفته و سامانه پدافند هوایی اصفهان فعال شده است. نیروی دفاعی اسرائیل اعلام کرد که یک تأسیسات نظامی در شیراز را هدف قرار داده و هیچ تلفاتی گزارش نشده است. همچنین، در پی حمله هوایی اسرائیل، مقر پلیس فضای تولید و تبادل اطلاعات فراجا (فتا) در تهران خسارت قابل‌توجهی دید.
نیروی دفاعی اسرائیل اعلام کرد که با استفاده از ۳۰ جنگنده و پرتاب حدود ۵۰ مهمات، ده‌ها هدف نظامی در منطقه اهواز، از جمله یک انبار موشک‌های بالستیک و یک سایت راداری را هدف قرار داده است. در تهران، یک حمله منجر به کشته شدن محافظ سابق سید حسن نصرالله، رهبر ترورشدهٔ حزب‌الله لبنان، و یکی از اعضای کتائب سیدالشهداء شد. بعداً، نیروی دفاعی اعلام کرد که حدود ۶۰ جنگنده در شامگاه همان روز به اهدافی در مرکز ایران حمله کرده و سه جنگنده اف-۱۴ ایران را منهدم کردند.

### ۲۲ ژوئن
نیروی دفاعی اسرائیل اعلام کرد که ۲۰ جنگنده در حملات شبانه به ده‌ها هدف نظامی در مرکز ایران، از جمله سایت‌های تولید و ذخیره تسلیحات، پدافند هوایی و زیرساخت‌های فرودگاه بین‌المللی اصفهان، حمله کردند. صبح همان روز، نیروی دفاعی اعلام کرد که دو جنگنده اف-۵ ایران در فرودگاه دزفول و هشت پرتابگر موشک بالستیک را منهدم کرده و سربازان اطراف را کشته است. انفجارهای شدیدی در تهران، اصفهان و بندر لنگه گزارش شد و سامانه‌های پدافند هوایی ایران فعال شدند.
رسانه‌های ایرانی گزارش دادند که اسرائیل یک نیروگاه برق و یک پادگان نظامی در یزد را هدف قرار داده است. نیروی دفاعی اسرائیل تأیید کرد که حملات همزمان در مناطق اصفهان، بوشهر، اهواز و یزد انجام شده و ۳۰ جنگنده حدود ۶۰ مهمات پرتاب کردند. اهداف شامل مقر استراتژیک موشکی امام حسین در یزد، مقر یک هنگ پهپادی ایران، کارخانه‌های تولید باتری پدافند هوایی، پرتابگرهای موشکی و انبارهای پهپادی بود. در این حملات، چند پرسنل نظامی ایران که در سکوهای پرتاب فعالیت می‌کردند، کشته شدند.
بعداً، نیروی دفاعی اعلام کرد که ۲۰ جنگنده با پرتاب ۳۰ مهمات، اهدافی از جمله سایت‌های موشک بالستیک، ماهواره‌ها و رادارها در کرمانشاه و همدان و یک سامانه پدافند هوایی در مرکز تهران را هدف قرار داده‌اند.

### ۲۳ ژوئن

حملات هوایی به تهران در نیمه‌شب ۲۳ ژوئن

حملات اسرائیل به شش پایگاه هوایی در مناطق غربی، شرقی و مرکزی ایران، از جمله باندهای پرواز، تأسیسات زیرزمینی و یک هواپیمای سوخت‌رسان، انجام شد. این حملات ۱۵ جنگنده و هلیکوپتر ایرانی از جمله اف-۱۴، اف-۵ و ای‌اچ-۱ را منهدم کرد. اسرائیل همچنین پرتابگرها و انبارهای موشکی در شهر کرمانشاه را هدف قرار داد. سپاه پاسداران یک پهپاد هرمس ۹۰۰ اسرائیلی را در خرم‌آباد سرنگون کرد.
رسانه‌های دولتی ایران از اعدام محمد امین مهدوی شایسته به اتهام جاسوسی برای موساد خبر دادند. حدود ۵۰ جنگنده اسرائیلی حملات گسترده‌ای به تهران انجام دادند، بیش از ۱۰۰ مهمات در دو ساعت شلیک کردند و اهدافی مانند مقر بسیج، زندان اوین و زیرساخت‌های نظامی را هدف قرار دادند. اسرائیل مدعی کشته شدن صدها نیروی سپاه شد و ورودی زندان اوین و مسیرهای دسترسی به فردو را بمباران کرد. منابع ایرانی از قطعی برق در اوین و حمله به دانشگاه شهید بهشتی خبر دادند، اما دانشگاه این ادعا را رد کرد. وزیر خارجه اسرائیل نیز با اشاره به حمله به اوین، شعار «زنده باد آزادی» را منتشر کرد.

### ۲۴ ژوئن
ساعت ۰۰:۰۰ به وقت زمان میانگین گرینویچ، ترامپ در شبکه‌های اجتماعی اعلام کرد که آتش‌بسی بین طرفین توافق شده و از همه طرف‌ها خواست تا آن را نقض نکنند. با وجود این، مقامات اسرائیلی ساعاتی بعد ایران را به نقض توافق با پرتاب موشک به جنوب و شمال اسرائیل متهم کردند که منجر به حملات هوایی تلافی‌جویانه به اهدافی در تهران شد.
ساعت ۱:۱۷ دقیقه صبح یک جنگنده اسرائیلی با استفاده از سه پرتابه منزلی در آستانه اشرفیه گیلان را هدف قرار داد. در این بمباران، ۱۶ نفر کشته و ۲۶ نفر مجروح شدند. گفته می‌شود هدف این حمله سید محمدرضا صدیقی صابر بود که جزو دانشمندان هسته‌ای و از تحریم شدگان وزارت خزانه‌داری ایالات متحده آمریکا بود.

## حملات توسط آمریکا
در ۲۲ ژوئن، ایالات متحده به حمایت از اسرائیل وارد جنگ شد و بمب‌افکن‌های بی-۲ را برای حمله به سه سایت هسته‌ای ایران، شامل فردو، نطنز و اصفهان، اعزام کرد. رئیس‌جمهور ایالات متحده دونالد ترامپ اعلام کرد که تأسیسات هدف‌گذاری‌شده «کاملاً نابود شده‌اند». در پاسخ، دولت ایران اظهار داشت که سایت فردو آسیب جدی ندیده است. صداوسیمای ایران گزارش داد که تنها تونل‌های ورودی و خروجی فردو تخریب شده‌اند و خود تأسیسات آسیبی ندیده است.
تصاویر ماهواره‌ای از تأسیسات فردو، که توسط آسوشیتد پرس مدت کوتاهی پس از حملات منتشر شد، آسیب به کوهی که تأسیسات در زیر آن قرار دارد و دود خاکستری در هوا را نشان می‌داد. این تصاویر همچنین آسیب به ورودی‌های تأسیسات، که با خاک مسدود شده‌اند، و چندین حفره/دهانه بزرگ را نشان می‌دادند. پیش از حملات، تصاویر ماهواره‌ای از تأسیسات نشان‌دهنده افزایش فعالیت لجستیکی، با حضور چندین کامیون و ماشین‌آلات سنگین در نزدیکی سایت بود که احتمال جابه‌جایی مواد هسته‌ای ایران را مطرح می‌کرد. منبعی ایرانی به رویترز اطلاع داد که اکثر اورانیوم غنی‌شده پیش از حملات به مکانی نامعلوم منتقل شده بود.
بر اساس گزارش آژانس بین‌المللی انرژی اتمی، از زمان حمله ایالات متحده هیچ تشعشع جدیدی از تأسیسات هسته‌ای ایران شناسایی نشده است. اسرائیل اعلام کرد که در برنامه‌ریزی حملات با ایالات متحده «کاملاً هماهنگ» بوده است. پیرحسین کولیوند، رئیس هلال احمر، اظهار داشت که این حملات هیچ تلفاتی نداشته است.

## حملات توسط ایران

### ۱۳ ژوئن
در ۱۳ ژوئن، پس‌از حملات اسرائیل، ایران قول «پاسخی سخت» علیه اسرائیل را داد. این کشور اعلام کرد که قصد دارد به نیروهای اسرائیلی و آمریکایی مستقر در پایگاه‌های نظامی در سراسر خاورمیانه حمله کند. ایالات متحده بعداً برخی از سربازان خود را در عراق تخلیه کرد و همچنین اجازه تخلیه اعضای خانواده سربازان آمریکایی در سراسر منطقه را صادر کرد. به گفته سرتیپ افی دفرین از نیروهای دفاعی اسرائیل (IDF)، ایران در نخستین اقدام تلافی‌جویانه خود، صبح امروز بیش از ۱۰۰ پهپاد شاهد را به سمت اسرائیل پرتاب کرد. ایران این حمله را تکذیب کرد. آژیر خطر در امان، پایتخت اردن، به صدا درآمد. برخی از این پهپادها توسط نیروی هوایی سلطنتی اردن بر فراز حریم هوایی اردن و برخی دیگر توسط نیروی هوایی اسرائیل بر فراز عربستان سعودی و سوریه رهگیری شدند. پس‌از مدتی، منابع مختلف اسرائیلی اعلام کردند که دستور پناه گرفتن غیرنظامیان اسرائیلی لغو شده است، که نشان از رهگیری اکثر پهپادها است. حوثی‌ها نیز یک موشک بالستیک از یمن به‌سمت اورشلیم شلیک کردند. که در الخلیل، کرانه باختری فرود آمد و پنج فلسطینی را زخمی کرد.
حدود ساعت ۹ شب به وقت محلی - ده دقیقه قبل‌از پرتاب ده‌ها موشک توسط ایران به اسرائیل - به شهروندان اسرائیلی هشدارهای تلفنی در مورد حمله قریب‌الوقوع داده شد. ارتش اسرائیل تخمین زد که کمتر از ۱۰۰ موشک بالستیک در جریان این حمله شلیک شده است، اگرچه خبرگزاری دولتی ایران، ایرنا، گزارش داد که «صدها موشک شلیک شده است». به شهروندان اجازه داده شد حدود ساعت ۱۰:۱۰ پناهگاه‌های خود را ترک کنند. ایران نام عملیات ضدحمله خود را «وعده صادق ۳» گذاشت و اعلام کرد که به ده‌ها هدف، ازجمله اماکن نظامی و پایگاه‌های هوایی، حمله کرده است. چندین اصابت در مرکز اسرائیل، ازجمله ساختمان‌هایی در تل‌آویو، گزارش شده است و تصاویر ویدئویی نشان می‌دهد که ظاهراً یک اصابت مستقیم به مقر نظامی کریا در نزدیکی جاده بگین رخ داده است. همچنین تکه‌ای از یک موشک رهگیری شده خساراتی را در شمال اسرائیل به بار آورد. ستاره داوود سرخ (MDA) گزارش داد که حداقل ۶۳ اسرائیلی زخمی شده‌اند - یک نفر به‌شدت مجروح، یک نفر به‌طور جدی، هشت نفر خفیف و بقیه به‌طور سطحی مجروح شده‌اند. یک زن غیرنظامی که به‌شدت مجروح شده بود، بعداً بر اثر شدت جراحات جان باخت. هفت سرباز در میان مجروحان بودند که جراحات سطحی برداشتند. سازمان آتش‌نشانی و امداد اسرائیل دو نفر را از ساختمانی که در تل‌آویو مورد اصابت قرار گرفته بود، نجات داد. در همین حال، فرماندهی جبهه داخلی ارتش اسرائیل یک غیرنظامی دیگر را از ساختمانی در شهر نجات داد.
شبکه تلویزیونی الجزیره، حملات موشکی ایران به تل‌آویو را به‌صورت زنده و مستقیم پوشش داد که گزارش مستقیم این شبکه، اصابت چند موشک به اماکن مسکونی و نظامی در شهر تل‌آویو و رهگیری و انهدام برخی از موشک‌ها توسط سیستم دفاعی اسرائیل را نشان می‌دادند.

### ۱۴ ژوئن
در ۱۴ ژوئن، حدود ساعت ۱ بامداد، به گفته سخنگوی ارتش اسرائیل، ایران رگبار دیگری متشکل از ده‌ها موشک شلیک کرد که بیشتر آنها رهگیری و منهدم شدند. در این حمله هفت نفر زخمی شدند که جراحت یکی از آنها خفیف است. دو نفر از کارکنان آمبولانس MDA پس‌از برخورد ترکش به بخش مراقبت‌های ویژه، بر اثر شکستگی شیشه به‌طور سطحی مجروح شدند.
سه رگبار متشکل از موشک‌های دیگر نیز به‌سمت اسرائیل شلیک شد، که در اثر اولی آژیر خطر در شمال اسرائیل و در اثر دومی آژیر خطر در سراسر کشور به صدا درآمد. در جریان رگبارهای بعدی، ساختمانی در ریشون لتسیون مستقیماً مورد اصابت موشک قرار گرفت و ۱۹ نفر زخمی شدند، ازجمله دو نفری که بعداً جان باختند. یک نوزاد سه‌ماهه که به‌طور سطحی مجروح شده بود، از زیر آوار نجات یافت. ارتش اسرائیل بعداً اعلام کرد که ایران از شب ۱۳ ژوئن ۲۰۰ موشک بالستیک شلیک کرده است که حدود ۲۵٪ آنها به مناطق باز اصابت کرده‌اند. این ارتش تأکید کرد که «تعداد کمی» از موشک‌ها از پدافند هوایی عبور کرده و به مناطق مسکونی در تل‌آویو، رمت گن و ریشون لتسیون برخورد کرده و تلفاتی به بار آورده‌اند.
در همان شب، ایران رگبار دیگری از موشک‌ها را به‌سمت شمال اسرائیل شلیک کرد که منجر به کشته شدن پنج نفر و زخمی شدن حداقل ۲۳ نفر دیگر شد. فرماندهی جبهه داخلی ساعت ۱۱ شب هشدارهای تلفنی را اعلام کرد و ساعت ۱۱:۴۵ به شهروندان دستور داده شد تا پناهگاه‌ها را ترک کنند. همچنین یک موشک بالستیک به یک خانه دو طبقه در طمره برخورد کرد که یک زن را کشت و ۱۴ نفر دیگر را زخمی کرد. چهار عضو یک خانواده، ازجمله یک زن و دو دخترش، در یک حمله موشکی جداگانه کشته شدند. همچنین آتش‌سوزی در نزدیکی پالایشگاه نفت بازان در حیفا رخ داد که در آن لوله‌ها و خطوط انتقال آسیب دیدند و سه نفر بر اثر خفگی ناشی از دود آتش حمله موشکی کشته شدند.

### ۱۵ ژوئن
صبح روز ۱۵ ژوئن، ایران و حوثی‌های یمن به‌طور همزمان موشک‌های بالستیک پرتاب کردند که به برخوردهایی در ساختمان‌هایی در بت یام، رخووت، یک مرکز خرید در کریات عکرون و تل‌آویو منجر شد. حملات هوایی در بت یام منجر به کشته شدن ۹ نفر، از جمله سه کودک ۸، ۱۰ و ۱۸ ساله، و مفقود شدن یک نفر شد. به گفته شهردار تسویکا بروت، ۶۱ ساختمان آسیب دید. بر اساس گزارش سازمان امداد و درمان اسرائیل (MDA)، حدود ۲۰۰ نفر زخمی شدند که چندین نفر از آن‌ها در وضعیت وخیم بودند. پنج نفر از غیرنظامیان کشته‌شده در بت یام اتباع اوکراینی بودند. اسرائیل بعداً اعلام کرد که اکثر موشک‌ها را رهگیری کرده و باقی‌مانده‌ها نتوانستند وارد خاک اسرائیل شوند.
مؤسسه علوم وایزمن، یک مرکز تحقیقات علمی پسادکتری در رخووت، توسط ایران مورد اصابت قرار گرفت. وزارت دفاع اسرائیل گزارش داد که مرکز اسرائیل از سوی یمن مورد حمله موشکی قرار گرفته است، که بعداً توسط حوثی‌ها تأیید شد. آن‌ها اعلام کردند که با هماهنگی ارتش ایران از تعدادی موشک بالستیک فلسطین ۲ استفاده کرده‌اند. آلمان هشدار داد که ایران ممکن است جوامع یهودی یا اسرائیلی در آلمان را هدف قرار دهد و متعاقباً امنیت اطراف مؤسسات مرتبط را افزایش داد.
آوار موشک‌های ایرانی همچنین به دو مکان در کرانه باختری اصابت کرد. حدود ساعت ۱۱:۲۰ صبح، یک موشک کلاس شهاب در البیره، چند متر دورتر از خانه محمود عباس، رئیس تشکیلات خودگردان فلسطین، باعث آتش‌سوزی روی پشت‌بام شد. حدود ۹۰ دقیقه بعد، سه کودک در اثر شیشه‌های شکسته ناشی از آوار یک موشک رهگیری‌شده بر فراز مرکز اسرائیل، در نزدیکی سعیر زخمی شدند.
در ادامه روز، ایران چندین موشک بالستیک به سوی اسرائیل شلیک کرد، اما هیچ برخورد یا تلفاتی گزارش نشد. ایران بعداً موشکی به منطقه‌ای در قیساریه، نزدیک خانه خانوادگی نتانیاهو، شلیک کرد. نیروی دفاعی اسرائیل اعلام کرد که موشک‌ها رهگیری شده‌اند و حداقل ۵۰ راکت سرنگون شده است.
در عصر همان روز، ایران چندین موج موشکی به سوی اسرائیل شلیک کرد که منجر به زخمی شدن هفت نفر در حیفا و یک نفر در کریات گت شد و همچنین باعث آتش‌سوزی و خسارت به اموال گردید. ۹ نفر دیگر به دلیل حملات پانیک تحت درمان قرار گرفتند.

### ۱۶ ژوئن
در ۱۶ ژوئن، ایران موج دیگری از موشک‌ها را به سوی اسرائیل شلیک کرد. گزارش شد که قطعات موشک‌ها به سفارت آمریکا در تل‌آویو آسیب رسانده است. یک مدرسه در تل‌آویو و خانه‌هایی در بنئی براک، حیفا و پتاه تیکوا مورد اصابت قرار گرفتند. هشت غیرنظامی کشته شدند و بیش از ۹۰ نفر زخمی شدند. اسرائیل گزارش داد که ۲۸۷ نفر در طول شب بستری شده‌اند. یک فرد مسن در زیر آوار در بت یام مرده یافت شد. Haifa's oil refinery was among the targets. پالایشگاه نفت حیفا از جمله اهداف بود. به گفته تریتا پارسی، معاون اجرایی مؤسسه کویینسی برای سیاست‌گذاری مسئولانه، حملات موشکی متوالی ایران ممکن است دفاع اسرائیل را تضعیف کرده و درصد بیشتری از موشک‌ها نسبت به قبل موفق به عبور شده باشند. اسرائیل تا آن زمان ۲۴ کشته را تأیید کرد که اکثر آن‌ها خارج از پناهگاه‌های بمب بودند و ۳۵۰ موشک ایرانی را شمارش کرد که به‌صورت گروه‌های ۳۰ تا ۶۰ تایی پرتاب شده بودند.
سی‌ان‌ان گزارش داد که ایران اعلام کرده تا پایان انتقام‌جویی علیه اسرائیل با ایالات متحده مذاکره نخواهد کرد.
یک پهپاد شلیک‌شده به سوی کنسولگری آمریکا در اربیل، عراق، رهگیری شد. ایران دوباره موشک‌های بالستیک به پتاه تیکوا شلیک کرد که منجر به کشته شدن ۴ نفر شد. یک نفر به شدت زخمی شد و ۱۴ نفر، از جمله دو کودک، دچار جراحات متوسط شدند. دو موشک همچنین به تل‌آویو اصابت کرد و تعدادی ساختمان را تخریب کرد.

### ۱۷ ژوئن
صبح ۱۷ ژوئن، ایران حدود ۲۰ موشک به سمت اسرائیل شلیک کرد که منجر به زخمی شدن خفیف پنج نفر شد. یِنت گزارش داد که یک موشک ایرانی به شهر هرتزلیا اصابت کرد و به یک ساختمان هشت طبقه آسیب رساند و یک اتوبوس خالی را به آتش کشید. انفجارهایی در منطقه دان تل‌آویو و اورشلیم غربی شنیده شد. تایمز آو اسرائیل گزارش داد که اسرائیل در شب بین ۱۶ و ۱۷ ژوئن، ۳۰ پهپاد ایرانی را ساقط کرد. سپاه پاسداران ادعا کرد که یک مرکز اطلاعات نظامی و یک مرکز برنامه‌ریزی عملیات موساد در اسرائیل را هدف قرار داده است. یک حمله موشکی بالستیک ایران به سمت شمال اسرائیل در عصر با موفقیت توسط اسرائیل رهگیری شد.
نیروی دفاعی اسرائیل (IDF) اعلام کرد که چهل درصد از پرتابگرهای موشک بالستیک ایران منهدم شده‌اند. IDF همچنین اظهار داشت که معتقد است ایران قادر به انجام حملات موشکی بزرگ علیه اسرائیل نیست، زیرا به دلیل شکار پرتابگرهای موشکی توسط IDF، توانایی هماهنگی حملات بزرگ را ندارد. مؤسسه مطالعات جنگ در آمریکا، با اشاره به اینکه پنج حمله صبحگاهی آتش کمتری نسبت به حملات قبلی داشتند، کاهش توان موشکی ایران را مطرح کرد.

### ۱۸ ژوئن
اسرائیل در شب بین هفدهم و هجدهم ژوئن سه پهپاد ایرانی را سرنگون کرد.
تا این تاریخ، IDF تخمین زد که ایران از آغاز درگیری تاکنون چهارصد موشک و هزار پهپاد به سمت اسرائیل شلیک کرده است. این نهاد افزود که تنها بیست موشک به مناطق شهری اصابت کرده و تلفات بسیار کمتری نسبت به آنچه اسرائیل انتظار داشت، به بار آورده است. از میان پهپادها، کمتر از دویست پهپاد وارد حریم هوایی اسرائیل شدند، اما هیچ‌کدام به هدفی اصابت نکردند.
ایران در عصر یک موشک بالستیک به سمت اسرائیل شلیک کرد که آژیرهای خطر را در تل‌آویو و مناطق اطراف به صدا درآورد. به گفته سپاه پاسداران، موشک دوربرد سجیل در این حمله استفاده شد. یک نفر در پی اصابت تکه‌ای از موشک رهگیری‌شده به خودرویش، به‌طور خفیف زخمی شد. به گزارش واشینگتن‌پست، بدون تأمین مجدد یا دخالت بیشتر ایالات متحده، برخی ارزیابی‌ها پیش‌بینی می‌کنند که اسرائیل در صورت ادامه حملات ایران با ریتم کنونی، تنها برای ده یا دوازده روز دیگر می‌تواند دفاع موشکی خود را حفظ کند؛ در مقابل، ارزیابی مؤسسه IISS اشاره می‌کند که عمق ذخایر رهگیرهای اسرائیل نامعلوم است، اما با حمایت دفاع موشکی آمریکا تقویت شده است. تعداد موشک‌های بالستیک در حملات ایران از آغاز جنگ به‌طور مداوم کاهش یافته است.

### ۱۹ ژوئن
ایران حوالی نیمه‌شب بین ۱۸ و ۱۹ ژوئن، مجموعه‌ای از موشک‌های بالستیک را به سمت اسرائیل شلیک کرد که توسط نیروی دفاعی اسرائیل (IDF) رهگیری شد. اسرائیل دو پهپاد ایرانی را که به سمت شمال این کشور در حرکت بودند، سرنگون کرد.
در صبح زود، ایران حدود ۲۰ موشک بالستیک به سمت اسرائیل شلیک کرد که حداقل چهار نقطه در مناطق مرکزی و جنوبی اسرائیل، از جمله مرکز پزشکی سوروکا در بئرشبع، تل‌آویو، رمت‌گان و حولون را هدف قرار داد. بر اساس اعلام وزارت بهداشت اسرائیل، ۲۷۱ نفر زخمی شدند که از این تعداد، چهار نفر به شدت و ۱۶ نفر به‌طور متوسط مجروح شدند. سخنگوی بیمارستان سوروکا گزارش داد که بیمارستان دچار «خسارات و آسیب‌های گسترده در بخش‌های مختلف» شده است. همچنین در این حمله از یک بمب خوشه‌ای استفاده شد که حدود ۲۰ ریز مهمات، هر یک حاوی ۲٫۵ کیلوگرم مواد منفجره، در منطقه‌ای به وسعت ۸ کیلومتر در مرکز اسرائیل پخش کرد و یکی از آنها به خانه‌ای در آزور اصابت کرد. روزنامه جروزالم پست، اصابت مستقیم به بیمارستان سوروکا را «نزدیک به یک فاجعه» توصیف کرد، زیرا طبقه جراحی بیمارستان یک روز قبل تخلیه شده بود.
مرکز پزشکی سوروکا با اصابت مستقیم دچار خسارات گسترده و نشت احتمالی مواد شیمیایی شد. ۷۱ نفر در این بیمارستان به‌طور خفیف زخمی شدند و یک نفر دیگر به دلیل اضطراب شدید تحت درمان قرار گرفت. خبرگزاری رسمی ایران (IRNA) ادعا کرد که بیمارستان به‌طور تصادفی مورد اصابت قرار گرفته و هدف اصلی پارک فناوری گاو-یام در نزدیکی آن بوده که ظاهراً توسط نیروی دفاعی اسرائیل استفاده می‌شده است. رئیس‌جمهور اسرائیل اظهار داشت که بیمارستان سوروکا «نمادی از همزیستی میان اسرائیلی‌ها و فلسطینی‌ها» است. در رمت‌گان، دو نفر به شدت و ۲۰ نفر به‌طور خفیف زخمی شدند. یک موشک در نزدیکی چندین ساختمان بلندمرتبه اصابت کرد و به گفته وزیر آموزش اسرائیل، یک مهدکودک نیز مورد اصابت قرار گرفت. چندین ساختمان مسکونی در حولون پس از اصابت موشک به یک منطقه مسکونی آسیب دید و ۱۶ نفر، از جمله چهار نفر به شدت، زخمی شدند. پس از حمله به بیمارستان، گیدئون سار، وزیر امور خارجه اسرائیل، اظهار داشت: «رژیم ایران عمداً غیرنظامیان را هدف قرار می‌دهد… مرتکب جنایات جنگی می‌شود» و «هیچ خط قرمزی ندارد». پس از این حملات، آویگدور لیبرمن، رهبر اپوزیسیون اسرائیل، گفت: «تصور کنید ایران با تسلیحات هسته‌ای چه خواهد کرد» و از اسرائیل خواست که به مبارزه با ایران ادامه دهد. اسرائیل کاتز، رهبر انقلاب اسلامی ایران، علی خامنه‌ای، را «هیتلر مدرن» خواند و افزود که او «نمی‌تواند به حیات خود ادامه دهد» و حذف خامنه‌ای با اهداف جنگی نیروی دفاعی اسرائیل هم‌راستاست.
بعداً، ایران حداقل ۱۰ موشک به سمت شمال اسرائیل شلیک کرد که گزارشی از اصابت یا تلفات دریافت نشد.

### ۲۰ ژوئن
پس از یک حمله موشکی دیگر ایران به سمت اسرائیل، موشک‌ها به بئرشبع اصابت کردند و یک موشک به خیابانی در میان بلوک‌های آپارتمانی برخورد کرد که باعث آسیب به ساختمان‌ها شد و آتش‌سوزی‌هایی در نزدیکی دفتر شرکت مایکروسافت در پارک فناوری پیشرفته گاو-یام نو و دیگر تأسیسات فناوری پیشرفته رخ داد. ایستگاه مرکزی راه‌آهن به دلیل خسارات ناشی از حمله موقتاً تعطیل شد. هفت غیرنظامی در این حمله به‌طور خفیف زخمی شدند.
بعداً، ایران ۲۵ موشک به سمت اسرائیل شلیک کرد که برخی از آنها به مناطق حیفا، مرکز اسرائیل و جنوب اسرائیل اصابت کردند. پس از این حملات، شرکت کشتیرانی مرسک اعلام کرد که توقف تردد کشتی‌ها به بندر را اعمال خواهد کرد. در حیفا، سه نفر، از جمله یک پسر ۱۶ ساله، به دلیل اصابت ترکش به شدت زخمی شدند و ۲۰ نفر دیگر به‌طور خفیف آسیب دیدند. یک زن در کرمیئل در حین پناه گرفتن دچار حمله قلبی شد و جان باخت. چندین اصابت مهمات کوچک در بئرشبع گزارش شد، از جمله یکی که به یک مهدکودک برخورد کرد و نشان‌دهنده استفاده از بمب خوشه‌ای بود. انفجارهایی در تل‌آویو و حداقل یک اصابت موشکی در اورشلیم گزارش شد. در حیفا، مسجد الجارینا در حالی که روحانیون مسلمان در داخل آن گردهم آمده بودند، مورد اصابت قرار گرفت.
بر اساس اظهارات یوسی فاکس، دبیر کابینه اسرائیل، نیروی دفاعی اسرائیل ارزیابی کرده است که ایران تاکنون ۵۲۰ موشک بالستیک به سمت اسرائیل شلیک کرده که تنها ۲۵ مورد به زمین اصابت کرده‌اند (هرچند لزوماً به اهداف مورد نظر برخورد نکرده‌اند)، که نشان‌دهنده نرخ اصابت حدود ۵ درصد است.

### ۲۱ ژوئن
آتش‌سوزی‌هایی در تل‌آویو و نزدیک شهر خولون پس از موج جدید موشک‌های شلیک‌شده توسط ایران رخ داد. نیروی دفاعی اسرائیل ادعا کرد که بین ۲۰ و ۲۱ ژوئن، ۴۰ پهپاد ایرانی را رهگیری کرده و افزود که از آغاز جنگ ۴۷۰ پهپاد سرنگون شده‌اند، که نشان‌دهنده نرخ رهگیری ۹۹ درصدی است. یک پهپاد ایرانی از نوع شاهد ۱۳۶ موفق شد به خانه‌ای در بیت‌شئان اصابت کند و خساراتی به بار آورد، در حالی که پهپاد دیگری به منطقه‌ای باز در نزدیکی بزرگراه ۹۰ در منطقه عربه برخورد کرد.

### ۲۲ ژوئن
ارتش اسرائیل اعلام کرد که ایران بیش از ۲۲ موشک به سمت اسرائیل شلیک کرده که ۱۱ نقطه، از جمله بلندی‌های اشغالی جولان، جلیل علیا، مناطق ساحلی شمالی و مرکزی اسرائیل را هدف قرار داده و «خسارات گسترده‌ای» در تل‌آویو و حیفا گزارش شده است. هشتاد و شش نفر در این حملات زخمی شدند. سپاه پاسداران اعلام کرد که فرودگاه بن گوریون، تأسیسات تحقیقاتی، «پایگاه‌های پشتیبانی و لایه‌های مختلف مراکز کنترل و فرماندهی» را در این حملات هدف قرار داده است.

### ۲۳ ژوئن
ایران ۱۵ موشک به سمت اسرائیل شلیک کرد که با رهگیری دفاع هوایی اسرائیل، ترکش‌ها در چندین شهر فرو ریخت و انفجارهایی در اورشلیم گزارش شد. حملات در پنج موج انجام شد و بیشتر موشک‌ها ساقط شدند. خسارت‌هایی به زیرساخت‌های برقی در جنوب اسرائیل وارد شد. رسانه‌های ایرانی از اصابت موشک‌ها به پنج نقطه از جمله تل‌آویو و عسقلان خبر دادند، در حالی که رسانه‌های اسرائیلی از انفجارهایی در عسدود و تل لاخیش گزارش کردند. ایران همچنین پایگاه هوایی العدید آمریکا در قطر را با شش موشک هدف قرار داد و این عملیات را «بشارت فتح» نامید. قطر اعلام کرد موشک‌ها رهگیری شده و تلفاتی نداشته است. برخی گزارش‌ها از حملات به پایگاه‌های آمریکا در عراق حکایت داشتند، اما مقامات آمریکایی این ادعا را رد کردند. ایران تأکید کرد که هر حمله به خاکش را بی‌پاسخ نمی‌گذارد. این حملات با محکومیت کشورهای خلیج‌فارس مواجه شد و عربستان آن را نقض قوانین بین‌المللی خواند.

### ۲۴ ژوئن
رسانه‌های عراقی از حملات پهپادی به پایگاه نظامی طجی در عراق بدون تلفات خبر دادند. خبرگزاری تسنیم ایران از اصابت پهپادها به پایگاه پیروزی نزدیک فرودگاه بین‌المللی بغداد و دو انفجار در پایگاه بلد گزارش کرد. شبکه السومریه نیز از حمله به سیستم‌های راداری پایگاه امام علی در عراق خبر داد. ساعت ۰۰:۰۰ به وقت زمان میانگین گرینویچ، ترامپ در شبکه‌های اجتماعی اعلام کرد آتش‌بسی توافق شده و از همه طرف‌ها خواست آن را نقض نکنند.

## آتش‌بس
در ساعت ۶:۰۲ عصر ۲۳ ژوئن به وقت منطقه زمانی شرقی، ترامپ اعلام کرد که توافقی برای آتش‌بس بین ایران و اسرائیل تا ۲۵ ژوئن اجرا خواهد شد و این درگیری را «جنگ ۱۲ روزه» نامید. بر اساس اعلامیه ترامپ از شب دوشنبه، دو طرف توافق کردند که ایران حملات علیه اسرائیل را از نیمه‌شب به وقت شرقی متوقف کند و اسرائیل قرار بود ۱۲ ساعت پس از آن حملات علیه ایران را متوقف کند. عباس عراقچی، وزیر خارجه ایران، این ادعا را رد کرد و گفت هیچ پیشنهادی برای آتش‌بس پذیرفته نشده، اما ایران آماده است در صورت توقف حملات اسرائیل تا ساعت ۴ صبح به وقت تهران، عملیات نظامی خود را متوقف کند. در ساعت ۶:۴۵ صبح ۲۴ ژوئن به وقت تهران، پدافند هوایی ایران به حملات ادامه‌دار اسرائیل به پایتخت پاسخ داد و در ساعت ۷:۰۷ صبح، موشک‌هایی به سمت بئرشبع شلیک کرد که در این حمله موشکی چهار شهروند اسرائیلی کشته شدند. همان صبح، اسرائیل اعلام کرد که با آتش‌بس دوجانبه‌ای که آمریکا و قطر میانجی‌گری کرده‌اند موافقت کرده و اهداف عملیاتی خود را محقق‌شده می‌داند.
در ساعت ۰۰:۰۰ به وقت گرینویچ، ترامپ در شبکه‌های اجتماعی اعلام کرد که آتش‌بس برقرار شده و از همه طرف‌ها خواست آن را نقض نکنند. اما در حدود ساعت ۷:۳۵ به وقت گرینویچ، مقامات اسرائیلی ادعا کردند که ایران موج جدیدی از موشک‌ها را شلیک کرده است. وزیر دفاع اسرائیل، یسرائیل کاتس، به ارتش دستور داد حملات به ایران را از سر بگیرد و گفت ایران آتش‌بس را «کاملاً نقض کرده است». یک مقام ارتش اسرائیل گزارش داد که دو موشک بالستیک حدود دو ساعت و نیم پس از شروع آتش‌بس به سمت شمال اسرائیل شلیک شده که هر دو توسط پدافند هوایی رهگیری شدند. اما عبدالرحیم موسوی، رئیس ستاد کل نیروهای مسلح ایران، اتهام نقض آتش‌بس را رد کرد و ادعای اسرائیل دربارهٔ شلیک موشک را نادرست خواند. شورای عالی امنیت ملی ایران هشدار داد که هرگونه تجاوز جدید با پاسخ قاطع، محکم و به‌موقع ایران مواجه خواهد شد. سپاه پاسداران ادعا کرد که اسرائیل تا ساعت ۵:۳۰ به وقت گرینویچ به حملات خود ادامه داده، هرچند گزارشی از حملات اسرائیل پس از ساعت ۴ صبح به وقت محلی ایران وجود ندارد.
کمی بعد، ترامپ هر دو طرف را به نقض آتش‌بس متهم کرد و گفت: «ایران آن را نقض کرد، اما اسرائیل هم نقض کرد.» او به اسرائیل هشدار داد که حملات تلافی‌جویانه به ایران انجام ندهد و خلبانانش را فرابخواند. اندکی پس از عزیمت با هواپیمای ایر فورس وان به اجلاس سران ناتو در ناتو، ترامپ در تروت سوشال نوشت: «آتش‌بس برقرار است» و «همه هواپیماها به خانه بازگردند». طبق گزارش آکسیوس به نقل از یک مقام اسرائیلی، ترامپ در تماسی تلفنی با نتانیاهو از او خواست به ایران حمله نکند. نتانیاهو گفت که نمی‌تواند حمله را لغو کند و ایران را مقصر نقض آتش‌بس دانست، اما قول داد حمله را محدود کرده و تنها یک هدف را بزند. در همان زمان، رسانه‌های ایرانی از شنیده شدن صدای انفجار در تهران و حمله به شهر بابلسر بابلسر خبر دادند. گزارش‌هایی نیز از رادیوی نظامی اسرائیل تأیید کرد که یک تأسیسات راداری نزدیک تهران هدف قرار گرفته است. ایران از حملات قبلی خود دفاع کرد و گفت موج آخر موشک‌ها چند دقیقه پیش از شروع آتش‌بس شلیک شده بود. دفتر نتانیاهو نیز بیانیه‌ای منتشر کرد که در آن تخریب یک تأسیسات راداری نزدیک تهران را تأیید و اعلام کرد که نتانیاهو از حملات بیشتر به ایران خودداری خواهد کرد.
ترامپ، در واکنش تندی به خامنه‌ای که اعلام «پیروزی» بر اسرائیل و همچنین بر ایالات متحده کرده بود، پاسخ داد. خامنه‌ای همچنین تهدید کرده بود که پایگاه‌های نظامی بیشتری از آمریکا را مورد هدف قرار خواهد داد. این موضوع، به تنش‌های فزاینده میان دو کشور، بیشتر دامن زد. ترامپ در یک کنفرانس مطبوعاتی در کاخ سفید، رهبر ایران را مستقیماً خطاب قرار داد و گفت: «ببین، تو مردی با یک ایمان عمیق هستی. مردی که در کشورت احترام زیادی داری. تو باید حقیقت را بگویی. تو حسابی شکست خوردی».
وقتی از ترامپ پرسیده شد که آیا آمریکا در صورت دریافت اطلاعاتی دربارهٔ غنی‌سازی اورانیوم در یک معیار خطرناک توسط ایران، احتمال بمباران دوباره ایران را بررسی می‌کند یا نه، پاسخ داد: «قطعاً، بدون شک و حتی صددرصد». او همچنین به گزارش‌های اسرائیل اشاره کرد که در طی آنها، اسرائیل ترور خامنه‌ای را پیشنهاد کرده بود، اما آمریکا نپذیرفته بود. او در ادامه سخنانش، نقد تندی نسبت به وضعیت موجود ایران مطرح کرد: «من آرزو می‌کنم که رهبران ایران درک کنند که با مهربانی و ملایمت، خیلی بیشتر از سرسختی، به نتیجه می‌رسند، یعنی صلح!» وزیر امور خارجه ایران، عباس عراقچی، در پاسخ به ترامپ، اظهارات و لحن او را محکوم کرد و گفت: «اگر رئیس‌جمهور ترامپ، واقعاً به دنبال توافق است، باید لحن توهین‌آمیز و غیرقابل‌قبول خود را نسبت به رهبر جمهوری اسلامی ایران، حضرت آیت‌الله العظمی خامنه‌ای، کنار بگذارد و از آسیب رساندن به میلیون‌ها پیرو صمیمی او دست بردارد».

## تلفات
ایران اعلام کرد که در این کشور ۹۳۵ نفر (تا ۹ تیر ۱۴۰۴) کشته و ۴٫۸۷۰ نفر (تا ۵ تیر) مجروح شده‌اند. آمار تفکیک‌شده از تلفات نظامیان و غیرنظامیان از سوی ایران ارائه نشده است. طبق گفتهٔ سخنگوی قوه قضاییه، ۷۹ نفر بر اثر حمله اسرائیل به زندان اوین کشته شدند. مجموعه فعالان حقوق بشر در ایران که در ایالات متحده مستقر است، در ۶ تیر اعلام کرد که بر اساس داده‌های جمع‌آوری‌شده توسط شبکه داوطلبان پزشکی و محلی این سازمان، ۱٫۱۹۰ نفر کشته و ۴٫۴۷۵ زخمی شده‌اند.
در اسرائیل، سازمان ستاره داوود سرخ گزارش داد که ۲۸ نفر در حملات ایران کشته شده‌اند. وزارت بهداشت اسرائیل نیز اعلام کرد که ۳٬۲۳۸ نفر دیگر در بیمارستان بستری شده‌اند، از جمله ۲۸ نفر در وضعیت وخیم، ۱۱۱ نفر در وضعیت متوسط و ۳۰ نفر در شرایط نامشخص. سایر افراد دچار جراحات سبک یا حملات عصبی (پانیک) شده و تحت درمان قرار گرفتند. همچنین بیش از ۹٬۰۰۰ نفر آواره شدند.

## پیامدها
خبرگزاری تسنیم گزارش داد که مقامات ایرانی پروازها در فرودگاه بین‌المللی امام خمینی را تعلیق کردند، هرچند که خود فرودگاه به‌طور مستقیم تحت تأثیر حملات قرار نگرفته بود. به همین دلیل، پروازهای بازگشت حج از عربستان سعودی لغو شدند. پروازها از فرودگاه‌های اسرائیل نیز به حالت تعلیق درآمدند و همچنین عراق و اردن حریم هوایی خود را بستند. چین به شهروندان خود در ایران توصیه کرد که هوشیار باشند. اداره پلیس نیویورک سیتی اعلام کرد که «نیروهای بیشتری» را برای تأمین امنیت سایت‌های یهودی و اسرائیلی در شهر نیویورک مستقر می‌کند.
به دلیل وضعیت اضطراری در پی حمله اسرائیل به ایران، مقامات بستن آزادراه قم-اصفهان تا اطلاع ثانوی را اعلام کردند.همچنین، ستاد ملی مدیریت شرایط اضطراری جمعیت هلال‌احمر به مردم ایران توصیه کرد که بدون ضرورت از خانه خارج نشوند.

### آوارگی و مهاجرت داخلی از تهران
خروج گستردهٔ جمعیت از تهران در سال ۱۴۰۴، در پی حملات هوایی اسرائیل به ایران در ژوئن ۲۰۲۵ که آغازگر جنگ ایران و اسرائیل بود، رخ داد. بمباران اهداف نظامی و هسته‌ای در پایتخت ایران توسط اسرائیل، سبب وحشت عمومی، اختلال در زیرساخت‌ها و جابجایی داخلی بی‌سابقه‌ای در تاریخ معاصر جمهوری اسلامی شد.
بلافاصله پس از حملات، ساکنان تهران به‌صورت گسترده شروع به ترک شهر کردند، به‌ویژه به‌سوی استان‌های شمالی مانند استان مازندران، استان گیلان و استان البرز. پس از آنکه ایران با موشک‌های بالستیک مناطق غیرنظامی در تل‌آویو و حیفا را مورد حمله قرار داد و باعث کشته شدن حداقل ۲۱ شهروند اسرائیلی شد، وزیر دفاع اسرائیل یسرائیل کاتس اعلام کرد که ساکنان تهران قیمت آن را با مجبور شدن به تخلیه خانه‌هایشان در آستانه حملات اسرائیلی به مکان‌های نظامی در تهران در پاسخ، خواهند پرداخت. این اعلامیه و همچنین هشدارهای رسمی ارتش اسرائیل در ۲۵ خرداد (۱۵ ژوئن میلادی)، مبنی بر لزوم تخلیهٔ مناطق نزدیک به تأسیسات نظامی، جنبش خروج از شهر را تسریع کرد.
شاهدان عینی گزارش داده‌اند:
- ترافیک سنگین در بزرگراه‌های منتهی به شمال کشور.[۳۷۳][۱۱۳]
- کمبود بنزین و صف‌های طولانی در پمپ‌بنزین‌های تهران و کرج.[۱۳۹][۳۷۴]
- کمبود اقلام اساسی در فروشگاه‌ها و داروخانه‌ها.
- کندی اینترنت و فیلترینگ گستردهٔ پیام‌رسان‌هایی مانند واتس‌اپ و اینستاگرام.[۱۲۴]
- خبرنگاران محلی گزارش دادند که خانواده‌هایی با کودکان بیشتر در تلاش برای خروج از شهر بوده‌اند، چرا که نگران حملات هوایی بیشتر بودند.[۱۲۴]

#### واکنش دولت
دولت ایران تلاش کرد تا نگرانی عمومی را کاهش دهد و حملات اسرائیل را «اقداماتی تروریستی و پراکنده» توصیف کرد. در همین حال، وزارت ارتباطات محدودیت‌هایی موقت بر اینترنت اعمال کرد که سبب افزایش اضطراب و بی‌اعتمادی عمومی شد. هیچ دستور رسمی برای تخلیه صادر نشد و مقامات از مردم خواستند تا آرامش خود را حفظ کرده و از «تجمعات غیرمجاز» خودداری کنند. دولت سعی در جلوگیری از ترک شهر دارد و از ساکنان درخواست می‌کند که در شهر بمانند و از دستورالعمل‌های اضطراری پیروی کنند.
با این حال، گزارش شده که برخی استان‌ها ورود خودروهای با پلاک‌های تهران را محدود کرده‌اند تا جریان مردم را کنترل کنند.

#### واکنش بین‌المللی
سازمان ملل متحد و کمیته بین‌المللی صلیب سرخ خواستار حفظ جان غیرنظامیان و خویشتن‌داری طرفین شدند. گزارش‌هایی نیز از عبور معدود شهروندان ایرانی به ترکیه و جمهوری آذربایجان در پی نگرانی از درگیری‌های بیشتر منتشر شده است، اما هنوز موج گسترده‌ای از پناهجویان دیده نشده است.

#### پیامدهای انسانی
تا تاریخ ۲۵ خرداد (۱۵ ژوئن میلادی)، نهادهای امدادی برآورد کردند که بیش از ۱۰۰٬۰۰۰ نفر تهران را به‌صورت موقت یا دائم ترک کرده‌اند. بیمارستان‌های استان‌های شمالی شاهد افزایش موارد مراجعه با نشانه‌های استرس و اضطراب بوده‌اند. جمعیت هلال احمر ایران نیز اقدام به استقرار درمانگاه‌های سیار در گره‌های اصلی جاده‌ای و مناطق استراحتگاهی کرد.

### اقتصادی
حملات علیه ایران در ۱۳ ژوئن باعث افزایش ۷ درصدی قیمت نفت شد که بعداً به ۱۱ درصد رسید و به بالاترین سطح در یک ماه گذشته رسید. ارزش دلار آمریکا افزایش یافت، بیت‌کوین به ۱۰۳٬۰۰۰ دلار کاهش یافت و قیمت طلا بیش از ۱ درصد رشد کرد. بازار جهانی معاملات آتی سهام سقوط کرد؛ معاملات آتی داو ۶۰۰ امتیاز از دست داد. سهام شرکت‌های هواپیمایی بین‌المللی پس از حمله به شدت کاهش یافت. سهام لوفت‌هانزا ۵ درصد و سهام ایر فرانس، کاال‌ام و ایزی‌جت ۳ تا ۴ درصد افت کرد. گزارش‌ها حاکی از آن است که شرکت‌های هواپیمایی پروازهای خود را بر فراز حریم هوایی اسرائیل، ایران، عراق و اردن متوقف کردند و برخی پروازها منحرف یا لغو شدند. نیویورک تایمز گزارش داد که ایرانی‌ها برای سوخت در صف ایستاده و مواد غذایی اساسی را ذخیره می‌کنند.
با وجود آغاز حملات، شاخص‌های بورس اسرائیل (TA35، TA90) در نخستین روز معاملات در طول درگیری افزایش یافت. در ۱۶ ژوئن، ارزش شِکِل اسرائیل ۳٫۶ درصد جهش کرد و به بالاترین سطح خود از ۹ اکتبر ۲۰۲۳ رسید.

### دیپلماسی
جلسه شورای امنیت سازمان ملل در ۱۳ ژوئن با بیانیه‌های سفیران ایران و اسرائیل به پایان رسید. سفیر ایران، امیرسعید ایروانی، حملات اسرائیل را اعلام جنگ خواند و اسرائیل را به تجاوز عمدی و نقض منشور سازمان ملل متهم کرد. سفیر اسرائیل، دنی دانون، این حملات را «حفظ بقای دولت اسرائیل» توصیف کرد، مدعی شد که ناشی از شکست دیپلماسی است و اظهار داشت که برای به رسمیت شناختن ناکامی جامعه جهانی در توقف برنامه هسته‌ای ایران آمده است. پس از این حمله، مذاکرات دیپلماتیک دربارهٔ انرژی هسته‌ای بین آمریکا و ایران که قرار بود در عمان برگزار شود، به‌طور نامعین به تعویق افتاد.
در ۱۵ ژوئن، رئیس‌جمهور قبرس، نیکوس کریستودولیدس، اعلام کرد که پیامی از رئیس‌جمهور ایران، مسعود پزشکیان، دریافت کرده که این پیام خطاب به دولت اسرائیل است. او قصد دارد محتوای این پیام را در یک تماس تلفنی برنامه‌ریزی‌شده با نتانیاهو مطرح کند. در همان روز، رسانه‌های اسرائیلی گزارش دادند که ایران از دولت‌های قطر و عمان خواسته با ایالات متحده تماس بگیرند تا خواستار توقف حملات اسرائیل شوند. رئیس‌جمهور ترامپ اعلام کرد که «تماس‌ها و جلسات متعددی» برای میانجی‌گری آتش‌بس در جریان است که انتظار می‌رود به‌زودی برقرار شود و افزود که انتظار دارد به‌زودی توافقی حاصل شود. در ۱۶ ژوئن، وزارت امور خارجه ایران گزارش داد که مجلس شورای اسلامی ایران پیشنهادی برای خروج از معاهده منع گسترش تسلیحات هسته‌ای (NPT) را آغاز کرده، اما تأکید کرد که ایران قصدی برای پیگیری تسلیحات هسته‌ای ندارد.

### پیامدها در اسرائیل
پس از حملات اسرائیل به ایران، اسرائیل وضعیت هشدار حداکثری اعلام کرد و ارتش اسرائیل از غیرنظامیان خواست در پناهگاه‌ها بمانند تا در انتظار حملات بعدی باشند. تجمعات عمومی ممنوع، مدارس تعطیل و پروازها در فرودگاه اصلی اسرائیل به‌عنوان اقدامات احتیاطی لغو شدند. ایران تهدید کرده است که در صورت کمک آمریکا، بریتانیا و فرانسه به اسرائیل در مقابله با حملاتش، پایگاه‌ها و کشتی‌های این کشورها در منطقه را هدف قرار خواهد داد.
محدودیت‌ها و سانسور اعمال‌شده توسط دولت اسرائیل در پوشش رسانه‌ای حملات، منجر به پنهان ماندن گستره واقعی خسارات واردشده و ارزیابی‌های دقیق دررابطه با آسیب‌های این حملات را مشکل کرده است.
بنا بر گزارش فرانس ۲۴، تحلیل تصاویر ماهواره‌ای نمایانگر وقوع ۳۶ حمله موشکی ایران به خاک اسرائیل در جریان جنگ دوازده‌روزه است که ۲۸ مورد آن به اهداف غیرنظامی و ۴–۵ مورد به اهداف نظامی اصابت کرده است. به‌ادعای این رسانه، برآوردهای اولیه نشان‌دهنده زیانی بین ۳ تا ۵ میلیارد شِکل (۹۰۰ میلیون تا ۱٫۵ میلیارد دلار) است. همچنین، تحلیل تصاویر نشان می‌دهد که دست‌کم هشت هدف استراتژیک و نظامی در این حملات هدف قرار گرفته‌اند.

### تأثیر بر زیرساخت‌های غیرنظامی

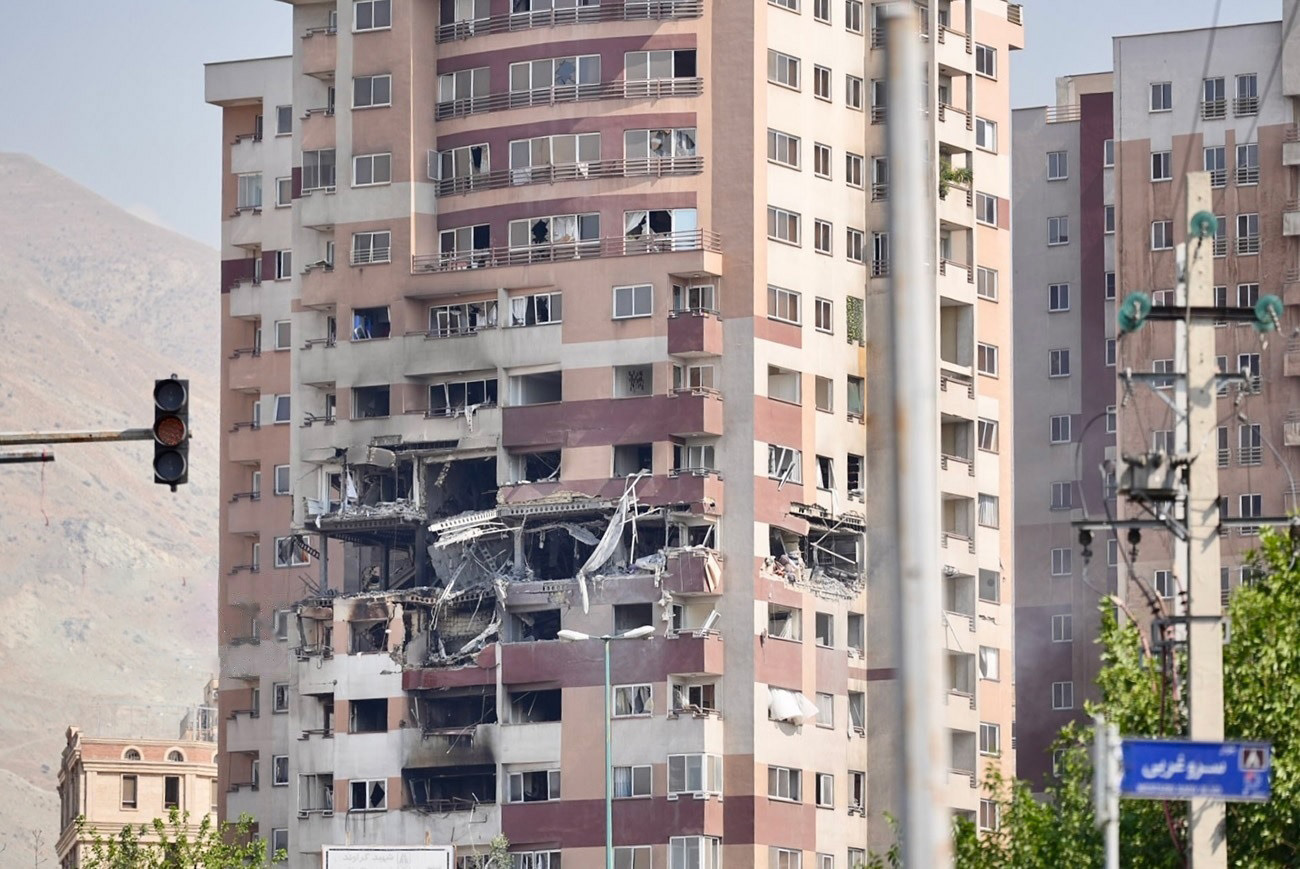
ساختمان مسکونی در تهران که در حمله‌ای در ۱۳ ژوئن ۲۰۲۵ آسیب دید

پس از حملات هوایی اسرائیل به تأسیسات نظامی و هسته‌ای ایران در ژوئن ۲۰۲۵، قطعی گسترده اینترنت در شهرهای بزرگ ایران از جمله تهران، اصفهان و شیراز گزارش شد. این قطعی‌ها به دلیل آسیب به زیرساخت‌ها و محدودیت‌های عمدی دولت برای کنترل انتشار اطلاعات بود. به گفتهٔ فاطمه مهاجرانی، سخنگوی دولت، کاهش سرعت اینترنت به‌شکل موقت اجرا شده و برای دفع حملات سایبری بود. در پاسخ به این قطعی‌ها، شرکت اسپیس‌اکس متعلق به ایلان ماسک، خدمات اینترنت ماهواره‌ای استارلینک را برای ایران فعال کرد. این اقدام با هدف ارائه دسترسی بدون سانسور به اینترنت برای غیرنظامیان ایرانی در طول درگیری انجام شد. گزارش‌ها حاکی از آن است که ترمینال‌های استارلینک، که از اواخر سال ۲۰۲۲ به‌صورت مخفیانه وارد ایران شده بودند، توسط روزنامه‌نگاران، فعالان و افراد آشنا به فناوری برای دور زدن سانسور دولتی استفاده شدند.

### پیامدها در ایران
پس از جنگ میان ایران و اسرائیل، جمهوری اسلامی ایران با بحران داخلی عمیق و ادامه‌داری روبه‌رو شد ناآرامی‌های داخلی و بی‌ثباتی سیاسی در ایران با سرکوبی‌های حکومتی، بازداشت‌های گسترده افراد، نظامی‌سازی و افت اقتصادی به‌صورتی شدید، به‌منظور حفظ کنترل و موقعیت وضع موجود همراه بوده است.
شورای ملی مقاومت ایران (NCRI) و فرانس ۲۴ در گزارشی به ضعف‌ها در حوزه امنیتی و مدیریتی اشاره و عنوان کردند رهبری ایران به‌جای ترویج وحدت یا آغاز اصلاحات، به درون خود فرورفته، درگیر منازعات داخلی و محلی خود شده و از پاسخگویی به مشکلات اجتناب کرده است. سازمان عفو بین‌الملل، به نقل از «کارگ» گزارش داده که در واکنش به انزوای روزافزون و فزاینده بین‌المللی در مورد رژیم ایران، این رژیم به‌طور فزاینده‌ای، کنترل داخلی اوضاع را از طریق سرکوبی شدیدتر و احتمالاً افزایش اعدام‌ها تشدید کرده است.

## واکنش‌ها
در ایران، پس از موج اولیه حملات اسرائیل، مقامات مختلف نسبت به حملات تلافی‌جویانه هشدار دادند. در داخل کشور نیز حمایت‌هایی از اقدام متقابل وجود داشت و نگرانی‌هایی نسبت به آنچه در آینده رخ خواهد داد احساس می‌شد. چهره‌های ایرانی مقیم خارج به‌طور کلی همچنان از مخالفت با حکومت حمایت می‌کردند. ایران همچنین مدعی شد که در صورت استفاده اسرائیل از سلاح هسته‌ای علیه ایران، پاکستان از سلاح‌های هسته‌ای خود علیه اسرائیل استفاده خواهد کرد. پاکستان این ادعا را رد کرد.
در اسرائیل، نتانیاهو گفت: «ما در لحظه‌ای سرنوشت‌ساز از تاریخ اسرائیل قرار داریم» و «ما در حال دفاع از جهان آزاد در برابر تروریسم و بربریتی هستیم که ایران آن را پرورش داده و به سراسر جهان صادر می‌کند» و افزود که این حملات تا زمانی که «مأموریت دفع خطر نابودی از ما» تکمیل شود، ادامه خواهد یافت. او تأکید کرد که جنگ اسرائیل با حکومت ایران است، نه با مردم ایران: «مبارزه ما علیه رژیم اسلامی قاتلی است که شما را سرکوب و فقیر کرده است. مردم ایران و اسرائیل از زمان کوروش بزرگ با یکدیگر دوست بوده‌اند.»
وزیر دفاع اسرائیل، یسرائیل کاتز، در واکنش به حملات اولیه ایران گفت که این کشور با هدف قرار دادن غیرنظامیان از خطوط قرمز عبور کرده و باید بهای سنگینی بپردازد. او هشدار داد که «اگر ایران به پرتاب موشک به سمت اسرائیل ادامه دهد، تهران خواهد سوخت.» رئیس ستاد نیروهای دفاعی اسرائیل، ایال زمیر، نیز اعلام کرد که «ده‌ها هزار سرباز بسیج شده‌اند و در تمام مرزها در حال آماده‌سازی هستند.» او هشدار داد که «هر کسی که قصد رویارویی با ما را داشته باشد، بهای سنگینی خواهد پرداخت» و افزود که اسرائیل اکنون به نقطه بی‌بازگشت رسیده است. بیشتر اسرائیلی‌ها از حملات اسرائیل به ایران حمایت کردند.
رضا پهلوی، مریم رجوی و دیگر چهره‌های مخالفان جمهوری اسلامی ایران در خارج از کشور خواستار سرنگونی حکومت ایران شوند. برخی رهبران جنبش زن، زندگی، آزادی این حملات را محکوم کردند و گفتند که این اقدامات به اپوزیسیون ایران کمکی نمی‌کند. سپیده قلیان گفت که جنگ دموکراسی نمی‌آورد. شیرین عبادی، نرگس محمدی و جعفر پناهی خواهان پایان جنگ شدند و حملات به غیرنظامیان از سوی اسرائیل و ایران را محکوم کردند. مهرانگیز کار اظهار داشت: «مردم عصبانی هستند و از جمهوری اسلامی متنفرند، اما حالا شاید از آقای نتانیاهو و سیاست‌های نظامی‌اش بیشتر متنفر باشند.» محسن میلانی، استاد علوم سیاسی دانشگاه جنوب فلوریدا گفت که شواهد اندکی در ایران برای وجود اپوزیسیونی که بتواند جمهوری اسلامی را سرنگون کند، وجود دارد.
در ایالات متحده، دونالد ترامپ گفت که از نتانیاهو خواست که حملات اسرائیل را ادامه دهد. او همچنین گفت که ایالات متحده خواهان جنگی طولانی‌مدت نیست و فقط نمی‌خواهد ایران به سلاح هسته‌ای دست یابد. ترامپ از حملات اولیه تمجید کرد و دستور حمایت از اسرائیل را صادر کرد. او همچنین تهدید کرد که رئیس دولت ایران هدف آسانی برای ترور است. وزیر امور خارجه، مارکو روبیو، ابتدا اظهار داشت که اسرائیل «به‌طور مستقل عمل کرده»، اما این گفته بعداً توسط ترامپ که از حملات مطلع بوده، نقض شد. آمریکا همچنین جنگنده‌هایی را به منطقه اعزام کرد و ناو هواپیمابر یواس‌اس نیمیتز را به منطقه منتقل کرد. بیشتر آمریکایی‌ها با دخالت نظامی آمریکا در این جنگ مخالف‌اند. برخی از هواداران ترامپ از حمایت او از حملات اسرائیل و احتمال درگیر شدن آمریکا در جنگ انتقاد کرده‌اند. در نظرسنجی‌ای از رأی‌دهندگان ترامپ، ۵۳٪ اعلام کردند که آمریکا نباید وارد درگیری ایران و اسرائیل شود.
رهبران گروه هفت در اجلاس ۲۰۲۵ این گروه در کانادا بیانیه‌ای صادر کردند که در آن آمده است: «ما تأیید می‌کنیم که اسرائیل حق دفاع از خود را دارد. ما بار دیگر حمایت خود را از امنیت اسرائیل اعلام می‌کنیم. ایران منبع اصلی بی‌ثباتی و ترور در منطقه است.» نخست‌وزیر بریتانیا، کی‌یر استارمر، نیز کمیته اضطراری ملی (COBRA) را تشکیل داد و اظهار داشت که «ایران هرگز نباید به سلاح هسته‌ای دست یابد» و با این حال تأکید کرد که بریتانیا رویکردی «دیپلماتیک» را ترجیح می‌دهد.
کاخ سفید اعلام کرد که ترامپ ظرف دو هفته تصمیم خواهد گرفت که به جنگ اسرائیل علیه ایران بپیوندد یا نه. استیو ویتکاف، نماینده ویژه ترامپ، و عباس عراقچی، وزیر امور خارجه ایران، از آغاز حملات اسرائیل چندین بار تلفنی گفت‌وگو کردند.
در آلمان، صدراعظم فریدریش مرتس از حملات اسرائیل تمجید کرد و اظهار داشت که اسرائیل «بخش سخت و کثیف کار را به جای همه ما انجام» داد. دولت ایران این اظهارات را «شرم‌آور» توصیف کرد و در واکنش، سفیر آلمان را احضار کرد.
سازمان‌های بین‌المللی برجسته، از جمله سازمان ملل، حملات دو کشور را محکوم کرده و خواستار خویشتنداری و کاهش تنش از سوی اسرائیل شدند. کشورهای متعددی از جمله ترکیه، روسیه و چین نیز حملات اسرائیل به ایران را محکوم کرده و خواستار تنش‌زدایی شدند. ترامپ پیشنهاد ولادیمیر پوتین، رئیس‌جمهور روسیه، برای میانجیگری آتش‌بس در جنگ ایران و اسرائیل را رد کرد و به او گفت بهتر است بر میانجیگری در جنگ روسیه و اوکراین تمرکز کند.
برخی سازمان‌های حقوق بشری مانند عفو بین‌الملل و تحلیل‌گران هشدار داده‌اند که تشدید حملات نظامی اسرائیل علیه ایران ممکن است باعث شود توجه و تحقیقات بین‌المللی از اتهامات مربوط به نسل‌کشی در جنگ غزه منحرف شود.
در نظرسنجی‌ای که مؤسسه یوگاو از آمریکایی‌ها دربارهٔ دخالت ایالات متحده در این جنگ انجام داد، ۸۵٪ از شرکت‌کنندگان با دخالت آمریکا مخالف بودند، ۵٪ موافق و ۱۰٪ مردد بودند.
وزیر امور خارجه بریتانیا جمهوری اسلامی را بزرگ‌ترین تهدید علیه امنیت جهانی خواند. پس از حملات ایالات متحده به ایران، روسیه و چین هشدار دادند که این درگیری می‌تواند به جنگ جهانی تبدیل شود. دمیتری مدودف، رئیس‌جمهور پیشین روسیه، پیشنهاد کرد که پاکستان و روسیه می‌توانند در واکنش به این جنگ، به ایران کلاهک هسته‌ای بدهند. چین نیز اعلام کرد که حملات آمریکا باعث بی‌ثباتی بیشتر در منطقه خواهد شد.
علی‌رغم روابط دیپلماتیک، چین و روسیه از ارائه هرگونه کمک نظامی یا استراتژیک مهمی به ایران خودداری کردند. این موضع محتاطانه محدودیت‌های اتحاد ایران با هر دو قدرت را آشکار ساخت، که کمک‌هایشان عمدتاً نمادین باقی ماند و به گونه‌ای محاسبه شده بود تا از درگیری عمیق‌تر در یک درگیری منطقه‌ای اجتناب کند.

## اطلاعات نادرست
بر اساس گزارش «بی‌بی‌سی وریفای» در تاریخ ۲۱ ژوئن، پس از حملات اسرائیل به ایران، «موج عظیمی از اطلاعات نادرست» در فضای مجازی به راه افتاده است. این اطلاعات شامل ویدیوهایی تولیدشده با هوش مصنوعی بود که توانمندی‌های نظامی ایران را بزرگ‌نمایی می‌کردند. برخی حساب‌های طرفدار فلسطین در شبکه‌های اجتماعی ویدیویی را منتشر کردند که بیش از ۲۱ میلیون بار بازدید شده بود و به‌اشتباه ادعا می‌کرد یک جنگنده اف-۳۵ اسرائیلی سرنگون شده است، در حالی که این ویدیو در واقع از یک بازی شبیه‌ساز پرواز گرفته شده بود و در نهایت توسط تیک‌تاک حذف شد. به گفته یکی از تحلیل‌گران گروه Alethea، افزایش این‌گونه محتوا با شبکه‌های نفوذ روسیه مرتبط است که تمرکز خود را از تضعیف حمایت از اوکراین به ایجاد تردید دربارهٔ کارآمدی فناوری نظامی غرب، به‌ویژه ایالات متحده، تغییر داده‌اند. او اشاره کرد که چون روسیه فاقد سامانه‌ای برای مقابله مستقیم با اف-۳۵ است، تلاش می‌کند از طریق انتشار اطلاعات نادرست، حمایت جهانی از این جنگنده را تضعیف کند. در مقابل، برخی حساب‌های طرفدار اسرائیل نیز کلیپ‌های قدیمی از اعتراضات و تجمعات در ایران را بازنشر کرده و به‌اشتباه مدعی شده‌اند که این تصاویر نشانه افزایش حمایت مردم ایران از عملیات نظامی اسرائیل است.
پس از حمله اسرائیل در ۱۳ ژوئن، کلیپ‌های ویدیویی دستکاری‌شده توسط هوش مصنوعی از خواجه محمد آصف، وزیر دفاع پاکستان، محسن رضایی، فرمانده پیشین سپاه پاسداران، و دونالد ترامپ، رئیس‌جمهور آمریکا، در فضای آنلاین منتشر شد که به نظر می‌رسید هدفشان نشان دادن پاکستان به عنوان همدست ایران بود. این ویدیوها توسط رسانه‌هایی مانند دیلی میل، رسانه‌های متخاصم هندی و شبکه‌های خبری عربی بازنشر شدند. روزنامه تهران تایمز ویدیویی تولیدشده با استفاده از ابزار Veo منتشر کرد که ادعا می‌شد تخریب در تل‌آویو را نشان می‌دهد.
گراک، چت‌بات هوش مصنوعی توسعه‌یافته توسط شرکت اکس‌ای‌آی، در برخی موارد به اشتباه این ویدیوهای جعلی را به عنوان فیلم‌های معتبر از جنگ شناسایی کرد.
اندکی پس از وقوع حمله اسرائیل به زندان اوین، ویدئویی در شبکه‌های اجتماعی ایکس و تلگرام با هشتگ «#freeevin» منتشر شد. محتوای این پست‌ها و ویدئوها به نظر غیرواقعی می‌رسید. به گفته پژوهشگران، این ویدئوها بخشی از «عملیات فریب اسرائیل» بوده است.

## تحلیل‌ها
تحلیلگران و برخی سازمان‌های حقوق بشری از جمله عفو بین‌الملل اعلام کردند که تشدید اقدامات نظامی اسرائیل علیه ایران خطر آن را دارد که توجه و تحقیقات بین‌المللی از اتهامات مربوط به نسل‌کشی در جنگ غزه منحرف شود. آوری گلدبرگ، تحلیلگر و کارشناس ایران، گفت: «اگر نتانیاهو در داخل اسرائیل احساس خطر کند، می‌خواهد با تند کردن لحن علیه ایران، مردم را پشت سر خود متحد کند.»
بامو نوری، مدرس روابط بین‌الملل، اظهار داشت: «اسرائیل از نظر نظامی توانمند اما از نظر سیاسی متزلزل و از نظر اقتصادی تحت فشار ظاهر می‌شود. ایران، هرچند آسیب دیده، اما یکپارچه‌تر از قبل ایستاده و محدودیت‌های بین‌المللی کمتری بر برنامه هسته‌ای‌اش وجود دارد.»
بر اساس داده‌های گردآوری‌شده توسط بنیاد یهودی امور امنیت ملی، نرخ رهگیری موشک‌های ایرانی در طول زمان کاهش یافت. تنها ۸ درصد موشک‌های ایرانی در هفته نخست جنگ از دفاع عبور کردند. این رقم در نیمه دوم جنگ به ۱۶ درصد و در روز پایانی پیش از آتش‌بس به ۲۵ درصد رسید. مورا دایچ، رئیس مرکز تحلیل داده‌های مؤسسه مطالعات امنیت ملی اسرائیل (INSS) گفت که ایران «به‌طور فزاینده از سامانه‌های پیشرفته‌تر استفاده می‌کرد» و «این‌ها شامل موشک‌های جدیدتر با چندین کلاهک یا فریب‌دهنده بودند که هرچند به‌صورت جداگانه آسیب کمتری وارد می‌کنند، اما می‌توانند سامانه‌های دفاع هوایی را اشباع و ناتوان کنند.»
دُرسا جباری، خبرنگار ایرانی در الجزیره، نوشت که ایالات متحده پیش از حمله اسرائیل به ایران در حال اجرای عملیات فریب بود؛ به‌طوری که آمریکایی‌ها وانمود می‌کردند مذاکرات هسته‌ای با ایران ادامه خواهد داشت، در حالی که مخفیانه از برنامه‌ریزی اسرائیل برای حمله مطلع بودند.
به گفته تحلیلگران، یکی از روش‌های احتمالی انتقام‌گیری ایران می‌توانست بستن تنگه هرمز باشد؛ گذرگاه تجاری مهمی که بیش از بیست درصد نفت جهان و مقدار قابل‌توجهی گاز طبیعی مایع از آن عبور می‌کند. آنان معتقدند چنین اقدامی بر قیمت جهانی نفت تأثیر گذاشته و باعث افزایش آن می‌شد. ایران تهدید به بستن این تنگه کرد، اما این کار را انجام نداد.